# Innsbruck
Innsbruck (prononcé : /ins.bʁyk/ en français et /ˈɪns.brʊk/ en allemand autrichien) est une ville autrichienne située dans l'Ouest du pays, dans une vallée au cœur des Alpes ; elle est la deuxième ville d'Europe dans cette situation, après sa jumelle alpine Grenoble. Elle est la capitale du Land du Tyrol, et est traversée par la rivière l'Inn.
Son nom vient du nom de la rivière l'Inn et du mot Brücke (« pont » en allemand) et signifie « pont de l'Inn ».
Elle est la cinquième ville d'Autriche par la population, après Vienne, Graz, Linz et Salzbourg. La ville comptait environ 121 000 habitants en 2012, 131 000 en 2021, 190 000 avec l'agglomération.
Le dynamisme et le pouvoir d'attractivité d'Innsbruck dans la région sont en partie dus au tourisme (notamment de sports d'hiver), renforçant encore son rôle économique et culturel régional (Université, ville de congrès).
En 1964, la ville a reçu le prix de l'Europe. Elle a accueilli les Jeux olympiques d'hiver à deux reprises en 1964 et 1976 ainsi que les Jeux olympiques de la jeunesse d'hiver en 2012.

## Géographie

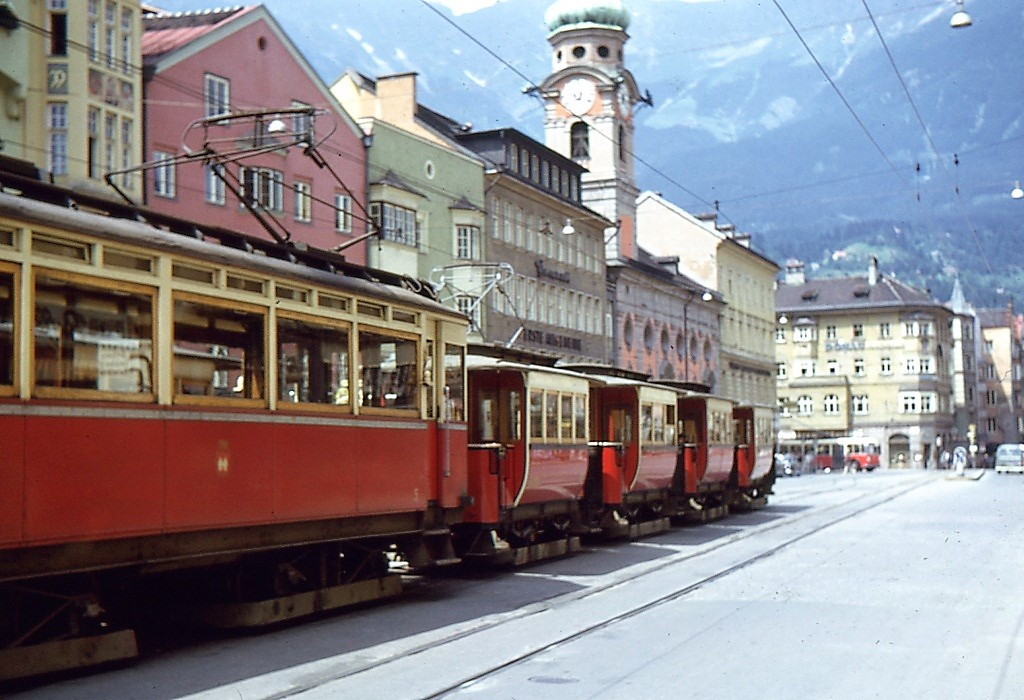
Tramways suburbains en 1966, Maria-Theresien-Straße

### Situation et relief
La ville est située entre le massif Karwendel au nord et les premiers contreforts de la chaîne centrale des Alpes (Patscherkofel) au sud, à une altitude de 574 m.

### Climat
Innsbruck jouit généralement d'un climat tempéré, mais en partie alpin. Le phénomène météorologique du föhn, qui est favorisé par l'orientation nord-sud du Wipptal. Ce vent d'automne peut survenir en toutes saisons, mais plus souvent en automne. La vitesse du vent peut atteindre 120 km/h à Innsbruck et jusqu'à 200 km/h à Patscherkofel, à proximité.
Les mois les plus chauds sont les mois de juillet et août avec une moyenne de 18,1 et 17,4 °C, les mois les plus froids de décembre et janvier avec -1,1 et −2,8 °C en moyenne. Le mois de juillet, avec une moyenne de 137,2 mm, affiche les précipitations les plus importantes, contre seulement 41,4 mm pour février.
| Mois                                | jan. | fév. | mars | avril | mai  | juin  | jui.  | août  | sep. | oct. | nov. | déc. | année |
| ----------------------------------- | ---- | ---- | ---- | ----- | ---- | ----- | ----- | ----- | ---- | ---- | ---- | ---- | ----- |
| Température minimale moyenne (°C)   | −5,2 | −3,7 | 0,2  | 3,4   | 7,8  | 10,8  | 12,8  | 12,7  | 9,3  | 4,8  | −0,5 | −4,2 | 4,1   |
| Température maximale moyenne (°C)   | 3,5  | 6,3  | 11,3 | 14,8  | 20,3 | 22,6  | 24,7  | 24,4  | 20,8 | 15,8 | 8,2  | 3,7  | 14,7  |
| Ensoleillement (h)                  | 3,1  | 4,3  | 5    | 5,6   | 6,2  | 6,2   | 7     | 6,9   | 6    | 5,1  | 3,4  | 2,7  | 5,1   |
| dont pluie (mm)                     | 43,9 | 41,4 | 55,9 | 57,7  | 87,1 | 110,3 | 137,2 | 111,3 | 78,1 | 57,3 | 63,2 | 53,1 | 896,5 |
| dont neige (cm)                     | 25,6 | 30   | 12,5 | 3,5   | 0    | 0     | 0     | 0     | 0    | 0,8  | 12   | 25,9 | 110,3 |
| Nombre de jours avec précipitations | 7,4  | 7,3  | 8,8  | 9,7   | 10,7 | 13,2  | 13,9  | 12,6  | 9,2  | 7,8  | 9    | 8,6  | 118,2 |
| Humidité relative (%)               | 77   | 72   | 65   | 63    | 62   | 66    | 69    | 70    | 72   | 73   | 77   | 79   | 70,4  |
| Nombre de jours avec neige          | 20,3 | 14,8 | 6,2  | 1,9   | 0    | 0     | 0     | 0     | 0    | 0,3  | 5,1  | 16,5 | 65,1  |

### Hydrographie
Le territoire de la commune d'Innsbruck est parcouru par les cours d'eau suivants :
- Des affluents de la rivière Inn, qui traversent également la commune d'Innsbruck :
  - Sulzenbach
  - Gerold Bach (depuis Götzens)
  - Lanser Bach
  - Lohbach
  - Höttinger Bach
  - Fallbach
  - Mühlauer Bach
  - Tuffbach (Weissbach)
  - Sill
  - Viller Bach
  - Weiherburgbach
- Les cours d'eau du massif Karwendel :
  - Gleirschbach, qui se jette dans l'Isar
  - Angerbach
- Les autres cours d'eau :
  - Baggersee Rossau
  - Großer Weiher
  - Rapoldi-Weiher
  - Kleiner Weiher

### Villes limitrophes
Ceci est une liste des communes qui partagent une frontière avec la commune d'Innsbruck. Toutes ces communes font partie du District d'Innsbruck-Land.
| Zirl                      | Scharnitz                      | Absam, Thaur, Rum |
| Völs                      |                                | Ampass, Aldrans   |
| Götzens, Natters, Mutters | Schönberg im Stubaital, Patsch | Lans              |

## Économie
Innsbruck a un niveau de vie très élevé comme le reste des Alpes autrichiennes avec un produit intérieur brut (PIB) de 75 000 dollars américains par an et par habitant[réf. nécessaire].

## Histoire de la ville

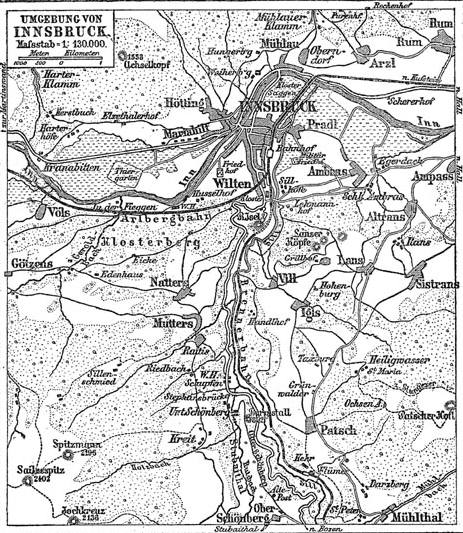
Une carte historique, datant d'environ 1888.

On trouve dans la région d'Innsbruck des traces de l'activité humaine du Néolithique. Les noms des lieux dont l'origine est antérieure à l'époque romaine ainsi que la présence d'urnes funéraires à Wilten, Amras, Hötting et Mühlau remontent à 3 000 ans.
Dès 15 avant notre ère, une route est construite sur le Brenner par les beaux-fils d’Auguste, Tibère et Drusus. C’est la voie nord-sud la plus importante de la région durant tout le Moyen Âge.
Au VIIe siècle, la région est conquise par la Bavière et l’évêché est transféré du monastère de Säben à Bressanone : il faudra attendre 1964 pour que la ville d’Innsbruck soit élevée au rang de diocèse.
En 1187, le premier pont sur l’Inn est construit et un marché se développe grâce aux échanges avec l’abbaye de Wilten (confiée aux Prémontrés en 1128).
La première mention en tant que ville remontre à 1237. Elle se nomme alors Innsprugg.
En 1363, la dernière comtesse du Tyrol, Margarete Maultasch, transmet la région au Habsbourg Rodolphe IV d'Autriche, l’Ingénieux. Son descendant le duc Frédéric (1402 à 1439) déplace sa résidence de Méran à Innsbruck en 1420. Puis en 1486 le palais impérial est mis en chantier.
Entre 1490 et 1519, Maximilien Ier (1459-1519), empereur du Saint-Empire, prend le contrôle du Tyrol et Innsbruck, plus centraux que Vienne, devient sa résidence préférée : il y installe la chambre des finances et le gouvernement d’Autriche occidentale. À sa mort il se fera enterrer dans la chapelle du château construite entre 1553 et 1563 (son tombeau occupe les artistes de 1502 à 1586).
Sous le règne du petit-fils de Maximilien, Ferdinand Ier, frère de Charles Quint, fut fondé un collège jésuite en 1562, l'Akademisches Gymnasium Innsbruck. Celui-ci est le Gymnasium le plus ancien de l'ouest de l'Autriche et une des écoles les plus vieilles du monde germanophone.
Le Tyrol est ensuite confié à une branche cadette des Habsbourg. À la mort de Sigismond-François en 1665, la dynastie des Habsbourg du Tyrol s’éteint. Seule subsiste l'archiduchesse Claude-Félicité, nièce de Sigismond-François qui épouse en 1673 son cousin, l'empereur Léopold Ier mais ne lui donne pas de descendance survivante et meurt prématurément en 1676. Le Tyrol retourne à l'Autriche.
L'empereur Léopold Ier dissout la cour d’Innsbruck, mais donne une large autonomie à la province en lui donnant des gouverneurs proches de la famille impériale comme le duc Charles V de Lorraine époux de l'archiduchesse Eléonore-Marie, sœur de Léopold.
Après les invasions napoléoniennes qui donnent le Tyrol à la Bavière, il faut attendre 1815 pour que le Tyrol soit rendu à l’Autriche par le Congrès de Vienne. Innsbruck retrouve son statut de capitale du land en 1849 (à la place de Merano).
Entre 1858 et 1884 la ville est raccordée au réseau ferré européen.
Dans son édition de 1879, le magazine Le Magasin pittoresque l'évoque ainsi : 

« Innsbruck s'épanouit, toute lumineuse, au milieu d'une belle vallée. Si de ses maisons, on peut avec une bonne longue-vue apercevoir les loups, ce qui est plus que douteux, à coup sûr on ne saurait entendre leurs aboiements.  En 1838, l'ex-empereur Ferdinand, étant venu visiter la ville, on écrivit son nom en lettres de feu sur le flanc des montagnes : cette inscription flamboyante s'étendait sur un espace de six kilomètres. Innsbruck, la capitale du Tyrol, est un peu moins grande que Salzbourg, bien que mieux située encore pour le commerce, dans la plaine maîtresse de l'Inn, à la jonction de deux autres vallées et au pied de la montée du Brenner, sur le chemin de fer qui rattache l'Allemagne à l'Italie. La ville tyrolienne aux maisons ornées de fenêtres en encorbellement, est dans un admirable site, au bord d'un fleuve que traversent deux ponts toujours frémissants sous l'effort de l'eau rapide.(...) L'impression que l'on rapporte, est surtout celle de vastes rues, de belles places et de hautes maisons bien éclairées. La rue principale (...) est décorée par un arc de triomphe que les habitants ont élevé en 1765, en souvenir du mariage de l'empereur Léopold II avec Marie-Louise, et pour l'entrée de l'impératrice Marie-Thérèse et de François Ier (...). Au-delà, dans la même rue, on voit une colonne élevée en 1706 pour célébrer les victoires remportées par les Tyroliens en 1703. C'est aussi dans la Neustadt qu'est situé le Landhaus, l'hôtel où se réunit le parlement tyrolien. »

Les premières constructions d’installation de ski alpin sont mises en chantier en 1929.
Le 4 mai 1945, des unités de la 44e division du 6e corps de la 7e Armée américaine reçoivent la reddition de la ville. De 1946 à 1948 est édifié sur la place Landhausplatz le Befreiungsdenkmal (« Monument de la Libération ») à l'initiative des forces d'occupation françaises en Autriche : le mémorial est dédié à ceux qui ont sacrifié leur vie pour la libération de l'Autriche de la dictature national-socialiste.
La ville organisera ensuite deux fois les Jeux olympiques : en 1964 et en 1976.

## Démographie
Innsbruck est la cinquième ville d'Autriche par la population, après Vienne, Graz, Linz, et Salzbourg : la ville regroupe environ 120 000 habitants tandis que son agglomération abrite 165 000 personnes.

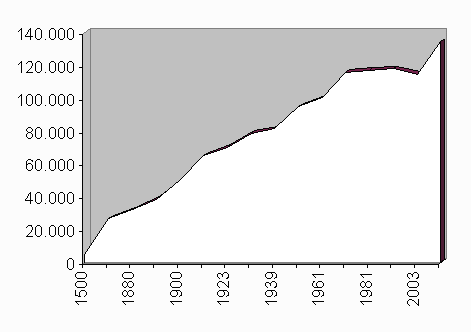
Évolution de la population de la ville d'Innsbruck

| Année | Population |
| ----- | ---------- |
| 2005  | 117 180    |
| 2003  | 114 888    |
| 2001  | 113 392    |
| 1991  | 118 112    |
| 1981  | 117 287    |
| 1971  | 116 010    |
| 1961  | 100 695    |
| 1951  | 95 055     |
| 1939  | 81 710     |

| Année | Population |
| ----- | ---------- |
| 1934  | 78 797     |
| 1923  | 70 240     |
| 1910  | 65 221     |
| 1900  | 49 727     |
| 1890  | 38 463     |
| 1880  | 32 157     |
| 1869  | 26 573     |
| 1500  | ca. 5000   |

## Politique
À Innsbruck, le maire n'est pas élu au suffrage universel direct : il est élu par le conseil municipal.

### Conseil municipal
Le conseil municipal de la commune d'Innsbruck comporte quarante membres. Les dernières élections ont eu lieu le 14 avril 2024.

### Sénat de la ville
Le Sénat de la ville comporte sept membres.

### Jumelage
- Grenoble (France) depuis 1963.
- Fribourg-en-Brisgau (Allemagne) depuis 1963. Innsbruck partage avec cette ville une partie de son histoire. Les deux villes possèdent un funiculaire.
- Sarajevo (Bosnie-Herzégovine) depuis 1980.
- Aalborg (Danemark) depuis 1982.
- Tbilissi (Géorgie) depuis 1982.
- La Nouvelle-Orléans (États-Unis) depuis 1995.
- Cracovie (Pologne) depuis 1998.

## Infrastructure

### Transports

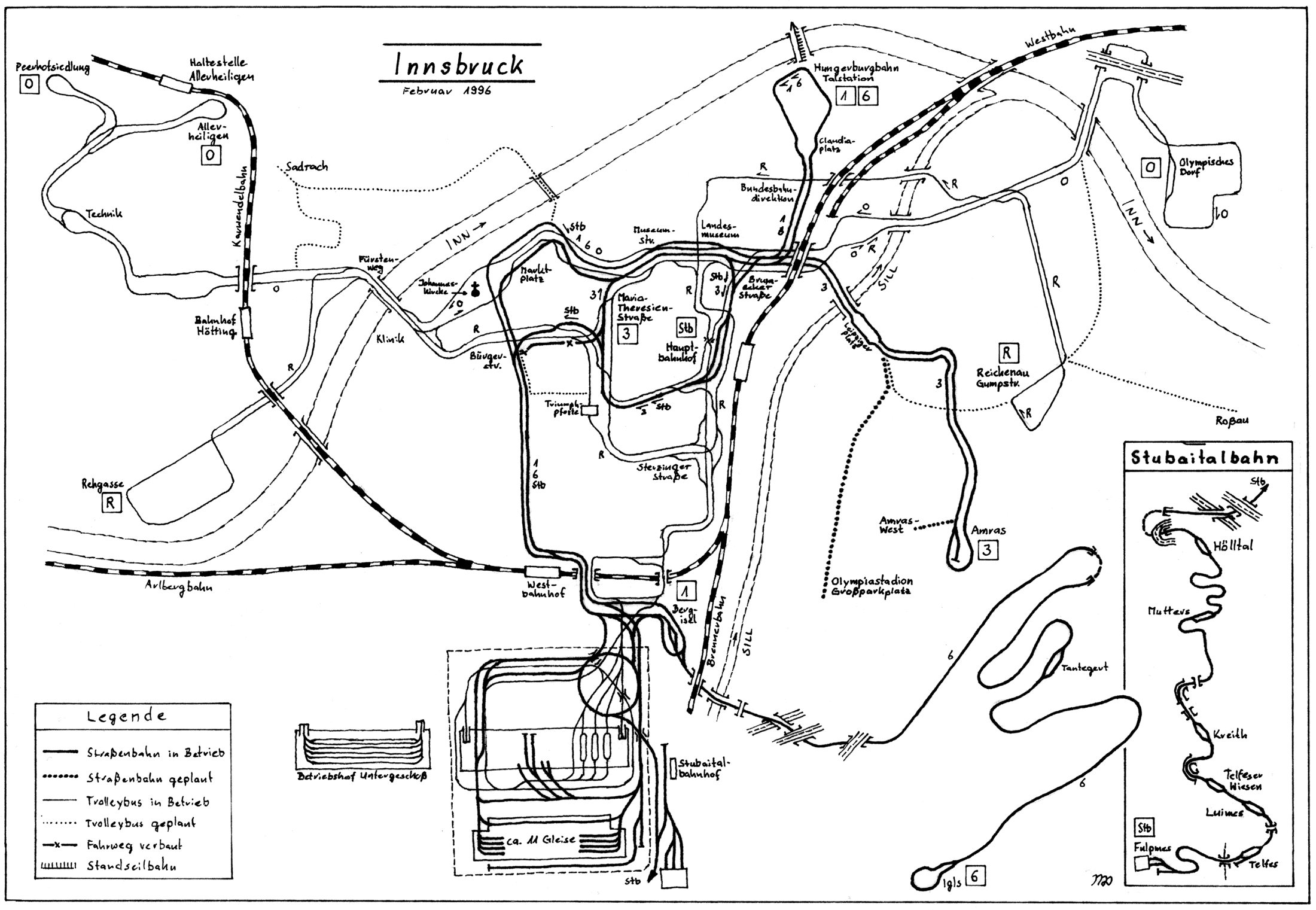
Le réseau de tramway et de trolleybus en 1996.

La ville est reliée à l'Allemagne via l'autoroute A12 qui permet aussi de rejoindre le reste de l'Autriche en passant par Rosenheim. Cette autoroute permet aussi de traverser le massif de l'Arlberg (S16) pour gagner le Vorarlberg et par la suite le Liechtenstein et la Suisse.
L'autoroute A13 se dirige vers le sud, traversant la chaîne alpine principale et reliant la ville à l'Italie et notamment le Südtirol.
Le corridor A12-A13 entre la frontière austro-allemande et italo-autrichienne, en passant par Innsbruck, représente un corridor transalpin d'importance majeure qui connaît, par conséquent, une affluence importante, causant des problèmes de pollutions aérienne et sonore.
La gare centrale d'Innsbruck (en allemand : Innsbruck Hauptbahnhof) est l'une des gares les plus fréquentées d'Autriche[réf. nécessaire]. Il existe par ailleurs une seconde gare (Westbahnhof) pour le trafic régional.
La ville dispose d'un réseau de tramway et d'un réseau d'autobus, ainsi que d'un funiculaire urbain, le Hungerburgbahn, dont les stations ont été dessinées par l'architecte Zaha Hadid. Les trolleybus ont été supprimés en 2007.
L'aéroport de la ville, dont les origines peuvent être retracées jusque dans les années 1930, constitue aujourd'hui une infrastructure importante pour l'accueil des touristes, surtout pendant la saison hivernale. Il existe des liaisons régulières avec Vienne, Francfort-sur-le-Main, Londres et Berlin, ainsi que des liaisons saisonnières (charter) avec d'autres villes en Angleterre, Russie et, pendant l'été, plusieurs pays de la Méditerranée.

### Éducation

#### Éducation secondaire
La première école qui préparait ses élèves aux études supérieures est le Akademisches Gymnasium Innsbruck qui fut fondée en 1562 par les Jésuites. S'ajoutent aujourd'hui d'autres lycées et collèges qui font de la ville le point central de l'éducation régionale.

#### Éducation supérieure
Innsbruck est une ville universitaire depuis le XVIIe siècle et abrite aujourd'hui les institutions suivantes :
- Université d'Innsbruck
- Université de médecine d'Innsbruck
- Management Center Innsbruck

## Religion
La ville est le siège d'un diocèse, qui englobe l'ouest et le centre du Tyrol, jusqu'à la rivière Ziller, ainsi que le District de Lienz. Jusqu'en 1964, ce territoire faisait partie du diocèse de Brixen, dans le Trentin-Tyrol du Sud, aujourd'hui en Italie.
Les églises remarquables sont indiquées dans la section "Culture, architecture".

## Personnalités
- Josefine Brunner (1909-1943), résistante contre le nazisme, assassinée.
- Diana Budisavljević (1891-1978), personnalité de l'aide humanitaire.
- Johanna Piesch (1898-1992), mathématicienne et physicienne née à Innsbruck.
- Julia Stamatova (bg) (1993-), joueuse de tennis professionnelle bulgare née à Innsbruck.

## Culture, architecture

### Hofburg
La Hofburg est une ancienne résidence impériale et royale de l'Autriche-Hongrie, située au cœur de la ville d'Innsbruck. Il abrite un musée, et en particulier une grande salle des fêtes avec les portraits de Marie-Thérèse d'Autriche, de son mari et leurs 16 enfants, dont Marie-Antoinette épouse de Louis XVI.

### Musée d'art populaire tyrolien
Le musée ethnographique Tiroler Volkskunstmuseum est situé dans un ancien couvent du XIIe siècle, juste à côté de la Hofkirche. Il présente au rez-de-chaussée une importante collection de crèches de Noël ; au premier étage, des meubles, pièces à vivre reconstituées, collections de cloches de vaches, peignes à carder, maquettes des différentes fermes tyroliennes, etc., et au deuxième étage, une précieuse collection d'art religieux populaire, des armoires et lits peints, costumes traditionnels et folkloriques.

### Hofkirche
Juste à côté du musée se trouve la Hofkirche d'Innsbruck, église qui fut édifiée sous Ferdinand Ier pour abriter en particulier le mausolée de l'empereur d'Autriche Maximilien Ier.

#### Mausolée de l'empereur Maximilien
Ce cénotaphe (son corps étant à Wiener Neustadt) fut construit de son vivant ; il est entouré d'une haie d'honneur de vingt-huit (il en était prévu quarante) statues de bronze de plus de deux mètres de haut, vingt hommes et huit femmes, statues appelées par les habitants d'Innsbruck Les bonshommes noirs, représentant les ancêtres des Habsbourg au sens large puisqu'on peut y voir Clovis, Godefroy de Bouillon, ou encore le roi Arthur.
Les statues peuvent toutes recevoir un flambeau. Ce sont en remontant vers l'autel :
| à gauche | à droite                                                                                     |
| --- | -------------------------------------------------------------------------------------------- |
| Albert II du Saint-Empire (empereur)                                                                                    | Clovis Ier (roi des Francs)                                                                  |
| Frédéric III du Saint-Empire (empereur de 1440 à 1493 et archiduc d'Autriche sous le nom de Frédéric IV de 1453 à 1493) | Philippe Ier de Castille dit le Beau (1478-1506), roi de Castille et fils de Maximilien Ier) |
| Saint Léopold III de Babenberg (1073-1136) (margrave d'Autriche)                                                        | Rodolphe Ier du Saint-Empire (empereur de 1273 à 1291 et archiduc d'Autriche de 1278 à 1282) |
| Albert IV le Sage (1188-1239) (landgrave de Haute-Alsace)                                                               | Albert II le Sage (1298-1358) (landgrave d'Alsace et duc d'Autriche)                         |
| Léopold III de Habsbourg dit le Preux (1351-1386) (duc d'Autriche)                                                      | Théodoric le Grand (v. 455-526) (roi des Ostrogoths)                                         |
| Frédéric IV d'Autriche dit à la bourse vide (1382-1439) (duc d'Autriche)                                                | Ernest Ier de Fer (1377-1424) (duc d'Autriche, comte de Tyrol)                               |
| Albert Ier du Saint-Empire (1255-1308) (duc d'Autriche)                                                                 | Ferdinand Ier (1345-1383) (roi du Portugal)                                                  |
| Godefroy de Bouillon (1058-1100)                                                                                        | Le roi Arthur (personnage de légende de la Table Ronde)                                      |
| Élisabeth de Luxembourg (1409-1442) (épouse d'Albert II du Saint-Empire)                                                | Sigismond le Riche (1427-1496) (fils de Frédéric IV à la bourse vide)                        |
| Marie de Bourgogne (1457-1482) (première épouse de Maximilien)                                                          | Bianca Maria Sforza (1472-1510) (seconde épouse de Maximilien)                               |
| Élisabeth de Carinthie (v1262-1313) (première épouse d'Albert Ier)                                                      | Marguerite d'Autriche (1480-1530) (archiduchesse d'Autriche et fille de Maximilien Ier)      |
| Cunégonde de Bavière (1465-1520) (sœur de Maximilien Ier)                                                               | Cymburge de Mazovie (v. 1395-1429) (épouse d'Ernest Ier de Fer)                              |
| Ferdinand V le Catholique(1452-1516) (roi d'Aragon)                                                                     | Charles le Téméraire (père de Marie de Bourgogne)                                            |
| Jeanne la Folle (1479-1555) (épouse de Philippe Ier le Beau)                                                            | Philippe III le Bon (1396-1467) (duc de Bourgogne)                                           |

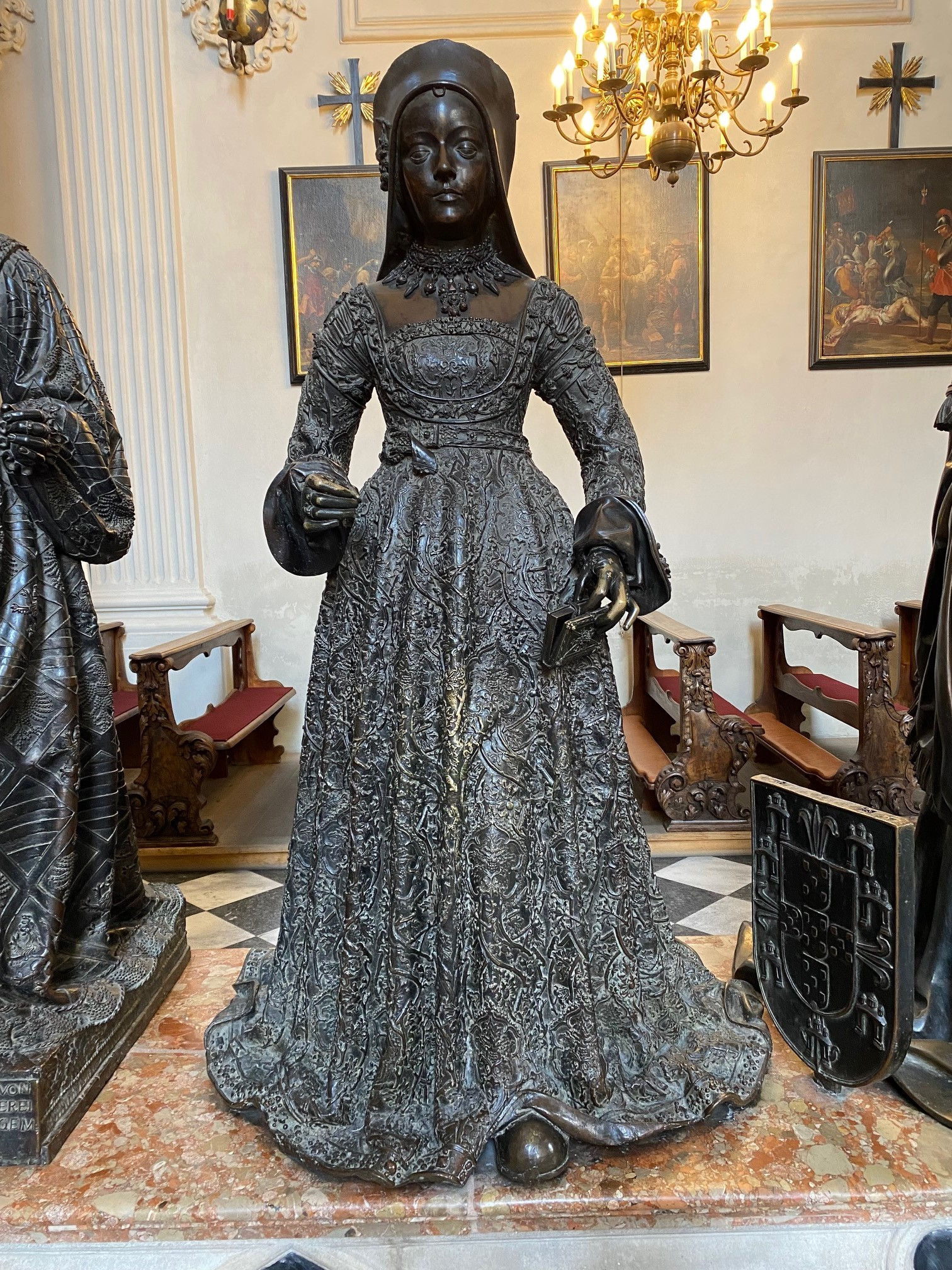
Hofkirche d'Innsbruck - Statue en bronze de Marie de Bourgogne.

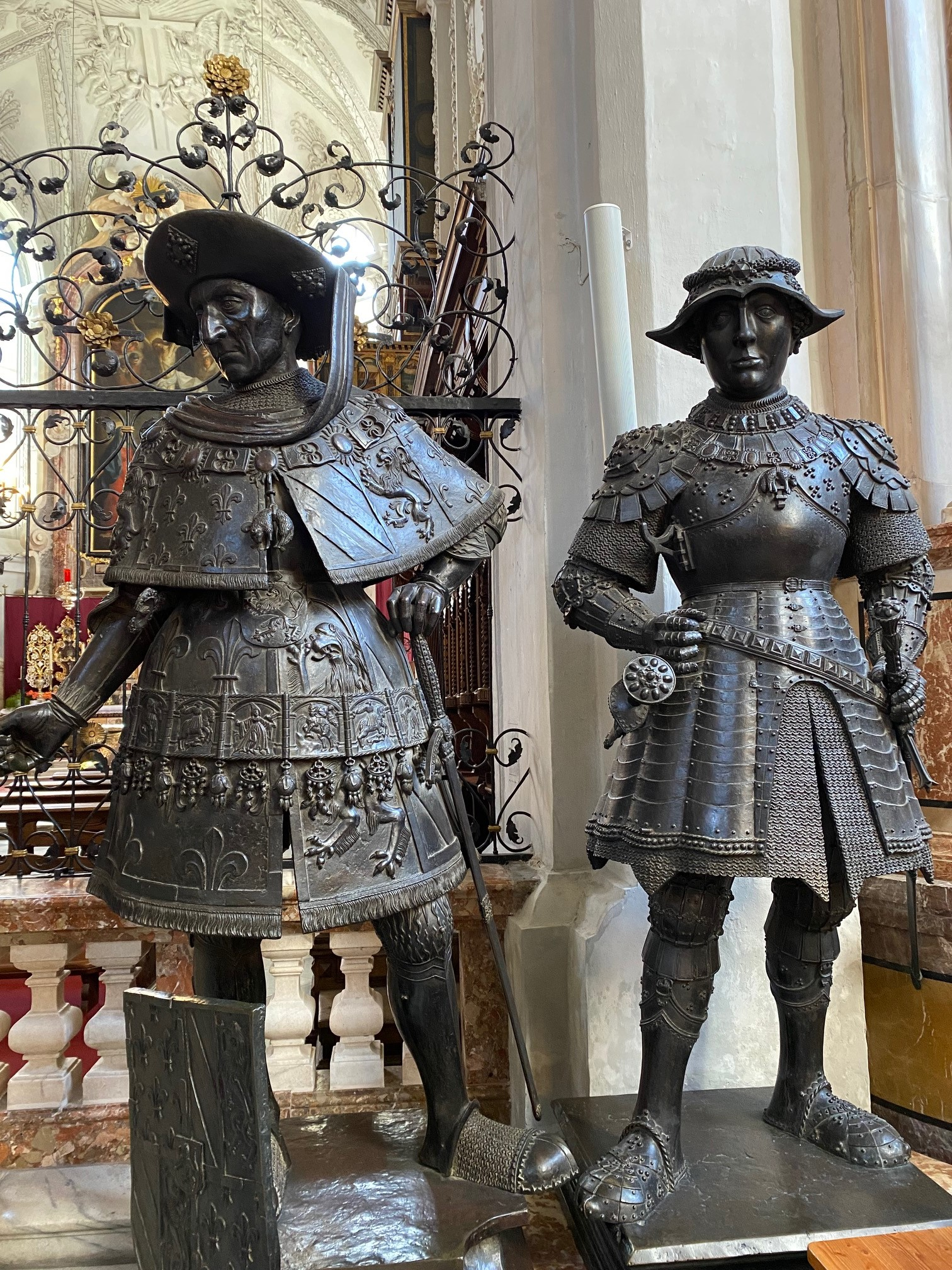
Hofkirche d'Innsbruck - Statues en bronze de Philippe III le Bon (à gauche) et Charles le Téméraire (à droite).

Le tombeau lui-même est entouré d'une grille Renaissance combinant le fer forgé et la tôle repoussée, et surmonté de la statue en bronze de Maximilien agenouillé.
Ce mausolée n'a jamais servi car le tombeau est vide, Maximilien étant enterré au château de Wiener Neustadt.
Celle de Rodolphe Ier brille à l'entrejambe à force d'être touchée par des milliers de visiteurs.

#### Chapelle d'argent
On y accède par un escalier. C'est ici que se trouvent les tombeaux de l'Archiduc Ferdinand II et de sa femme Philipine Welser qui était une riche roturière et n'avait donc pas le droit de reposer dans la crypte des Habsbourg à l'abbaye de Stams

#### Monument d'Andreas Hofer
Le tombeau d'Andreas Hofer (1767-1810) se trouve dans cette église. Il fut le héros de la résistance tyrolienne contre l'invasion napoléonienne en 1809 et l'annexion du Tyrol à la Bavière.

### Autres églises
- Église des Jésuites d'Innsbruck, chef-d'œuvre d'art baroque, et où est inhumé Karl Rhaner, un des théologiens experts du Concile de Vatican II,
- Église des Servites de Marie

#### Cathédrale Saint-Jacques

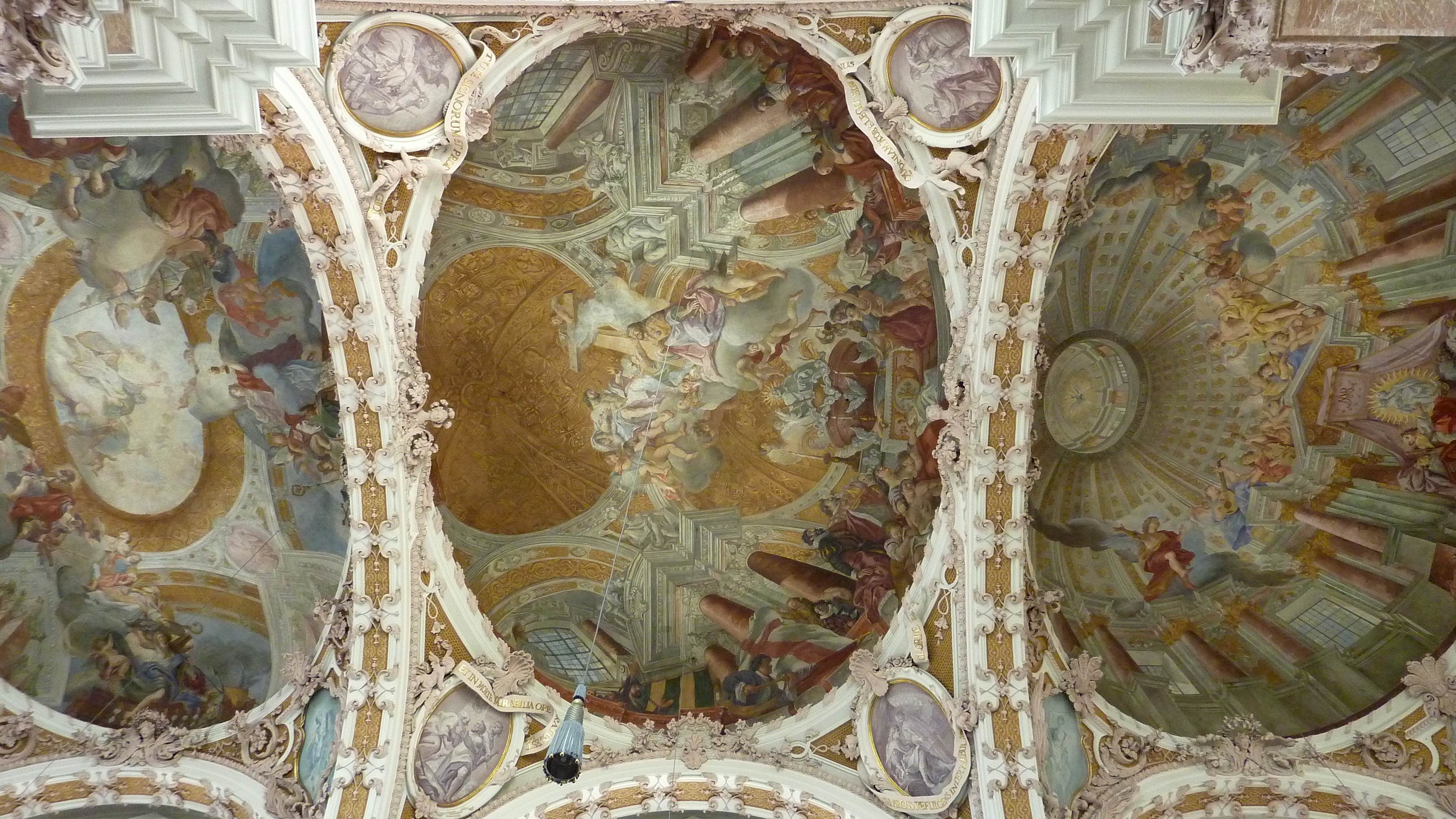
La cathédrale Saint-Jacques

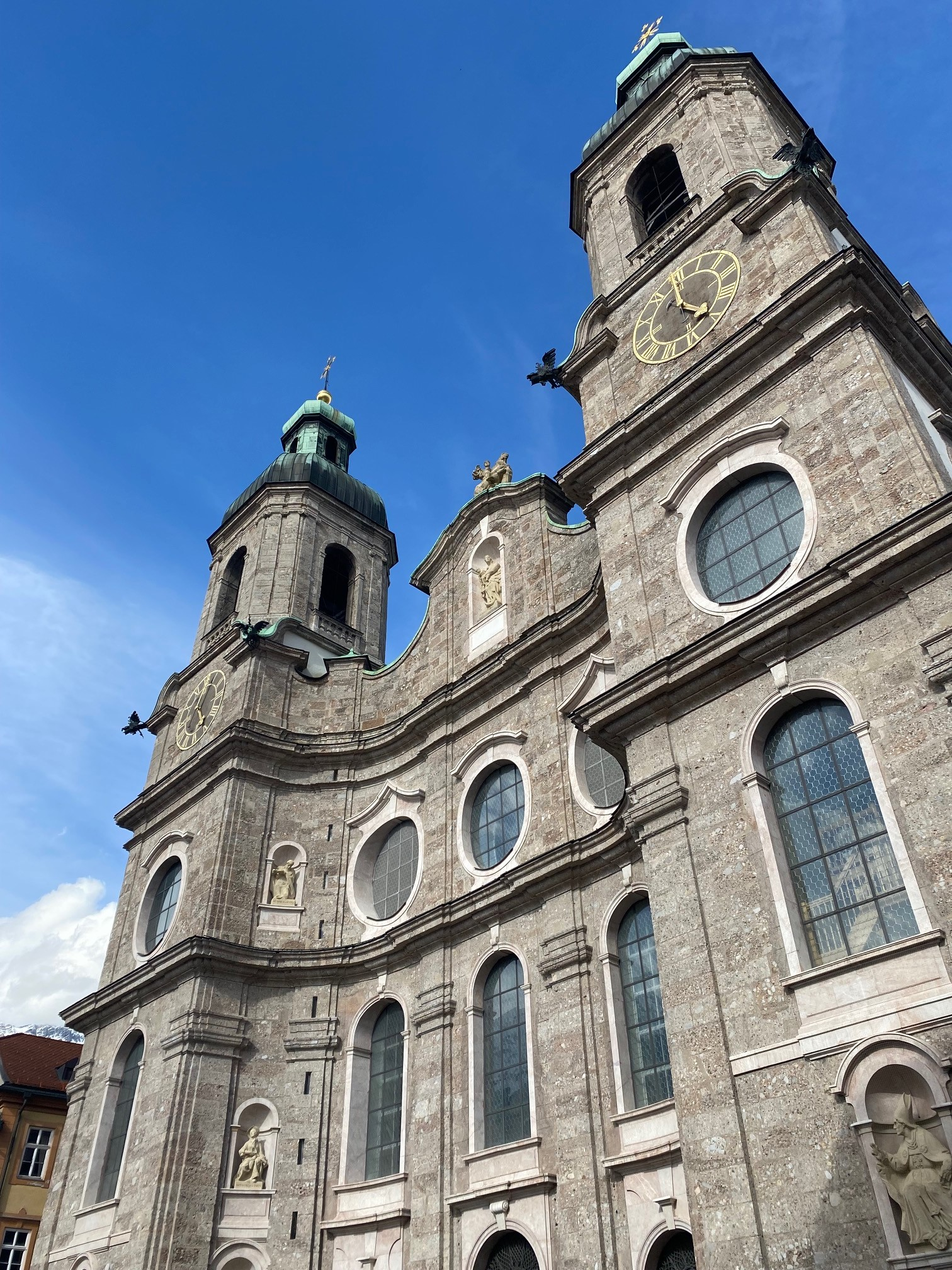
Façade de la cathédrale saint Jacques d'Innsbruck

La cathédrale Saint-Jacques d'Innsbruck (en allemand : Dom zu St. Jakob), d'architecture gothique jusqu'en 1717, fut modifiée entre 1717 et 1724 dans un style baroque remarquable.

#### Basilique Notre-Dame des Quatre-Colonnes

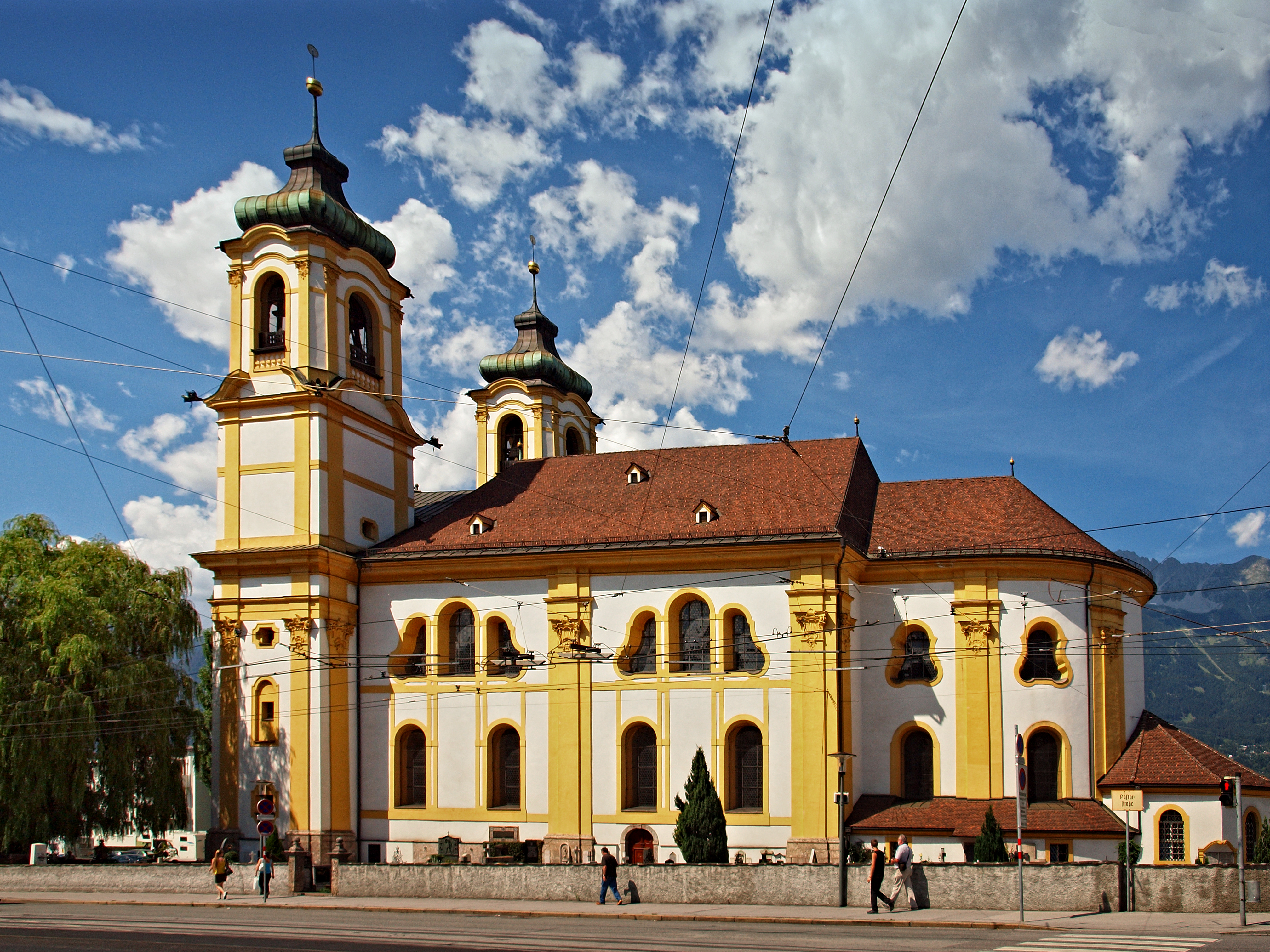
Basilique de Wilten

Notre-Dame des Quatre-Colonnes, basilique de Wilten, Basilika zu Unserer Lieben Frau "Unter den vier Säulen" en allemand.
L'actuelle église à la remarquable façade baroque date de 1751 - 1755. Construite dans le style rococo à l'emplacement de l'ancienne église, elle est l'œuvre de l'architecte et curé tyrolien Franz de Paula Penz.
À l'intérieur, les fresques, qui datent de 1754, sont du maître augsbourgeois Matthaeus Günther. Les décors aux couleurs douces sont mêlées à des dorures solennelles et de délicats stucs voués aux femmes, à la Vierge dans le chœur, à Esther et Judith dans la nef.
L'image de la Vierge des Quatre colonnes a fait la réputation de l'édifice religieux qui aujourd'hui fait partie des joyaux de la ville d'Innsbruck. Église paroissiale, elle était le lieu d'un ancien pèlerinage. Comme le rapporte la légende, l'endroit était déjà fréquenté par les légionnaires romains qui y vénéraient une madone.
En 1957, le pape Pie XII a élevé l'église au rang de basilique mineure.
Sur une plaque apposée sur la façade antérieure, il est écrit : « Basilika zu Unserer Lieben Frau »Unter den vier Säulen« ».

### Petit toit d'or

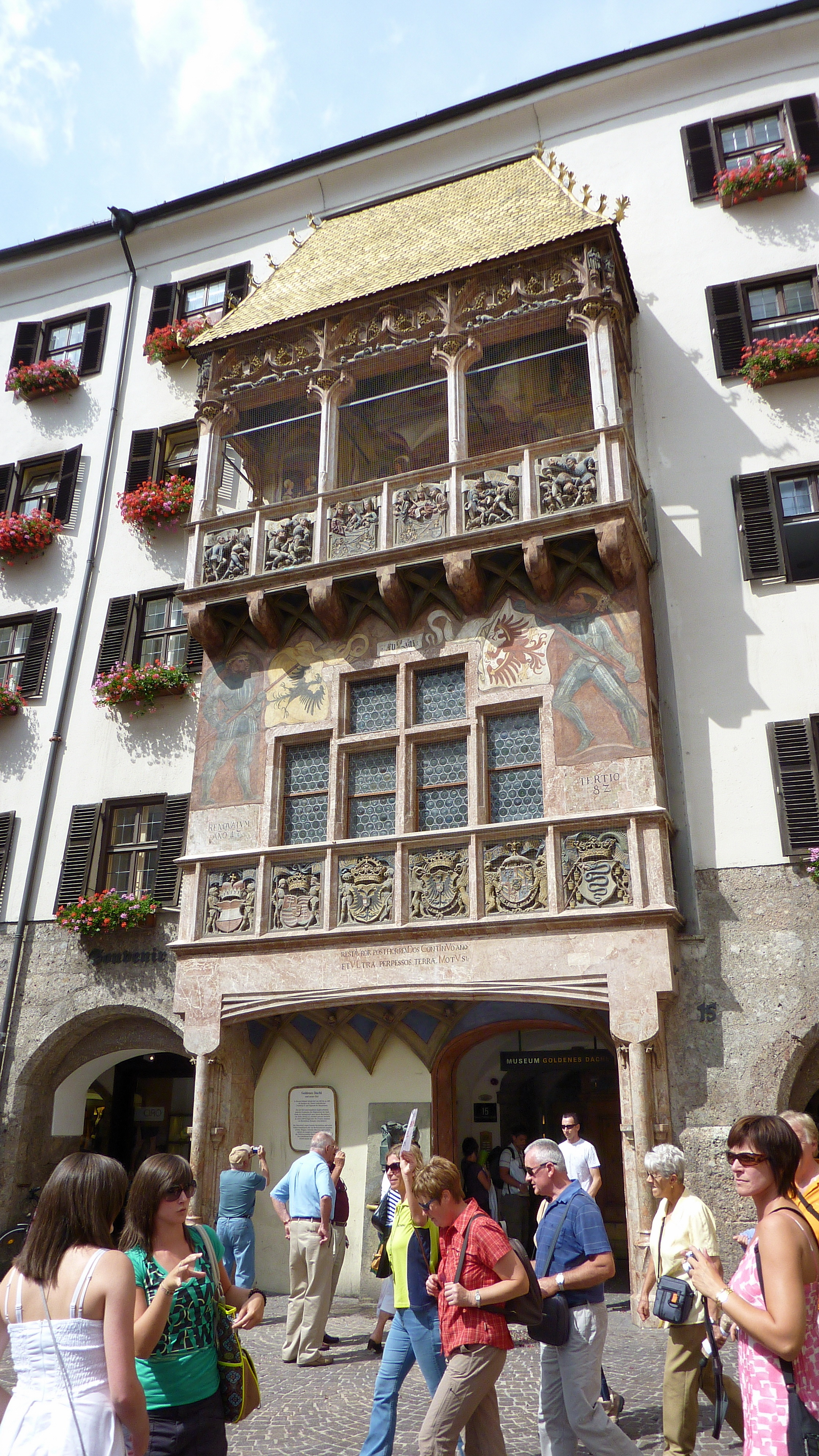
Le Goldenes Dach - 2009

Le Goldenes Dachl est sans doute la façade la plus photographiée d'Autriche. Elle est parée d'une loge d'honneur construite en 1494 par Maximilien Ier pour son mariage avec Blanche Marie Sforza. Elle est surmontée d'une deuxième loggia recouverte d'un toit fait de 2 657 plaques de cuivre doré.

### Maison Helbling
Maison de style gothique qui fut transformée en style rococo en 1732. La disposition des fenêtres dans des avant-corps renflés - remède au médiocre ensoleillement des rues étroites des vieilles cités - s'observe encore fréquemment en Allemagne du Sud.

### Château d'Ambras
Le château d'Ambras est situé à proximité d’Innsbruck. Une ancienne forteresse médiévale fut transformée en château style Renaissance par Ferdinand II de Tyrol, prince de la Renaissance et collectionneur, pour sa femme Philippine Welser. Devenu un musée en 1880, il abrite en particulier une collection de portraits de la famille Habsbourg, des armures, et un cabinet de curiosités.

### Festival
Le festival de courts métrages Los Gurkos se déroule chaque année à Innsbruck depuis 2005.
Depuis 1976 se déroulent les Innsbrucker Festwochen der Alten Musik (Festival de Musique Ancienne d'Innsbruck) dont concerts et représentations d'opéra investissent plusieurs lieux historiques de la ville. Aujourd'hui artistiquement dirigée par le chef italien Alessandro De Marchi, la manifestation compte parmi les plus marquantes de la scène musicale baroque européenne. L'édition 2016 fêtait ses quarante ans.

## Sports

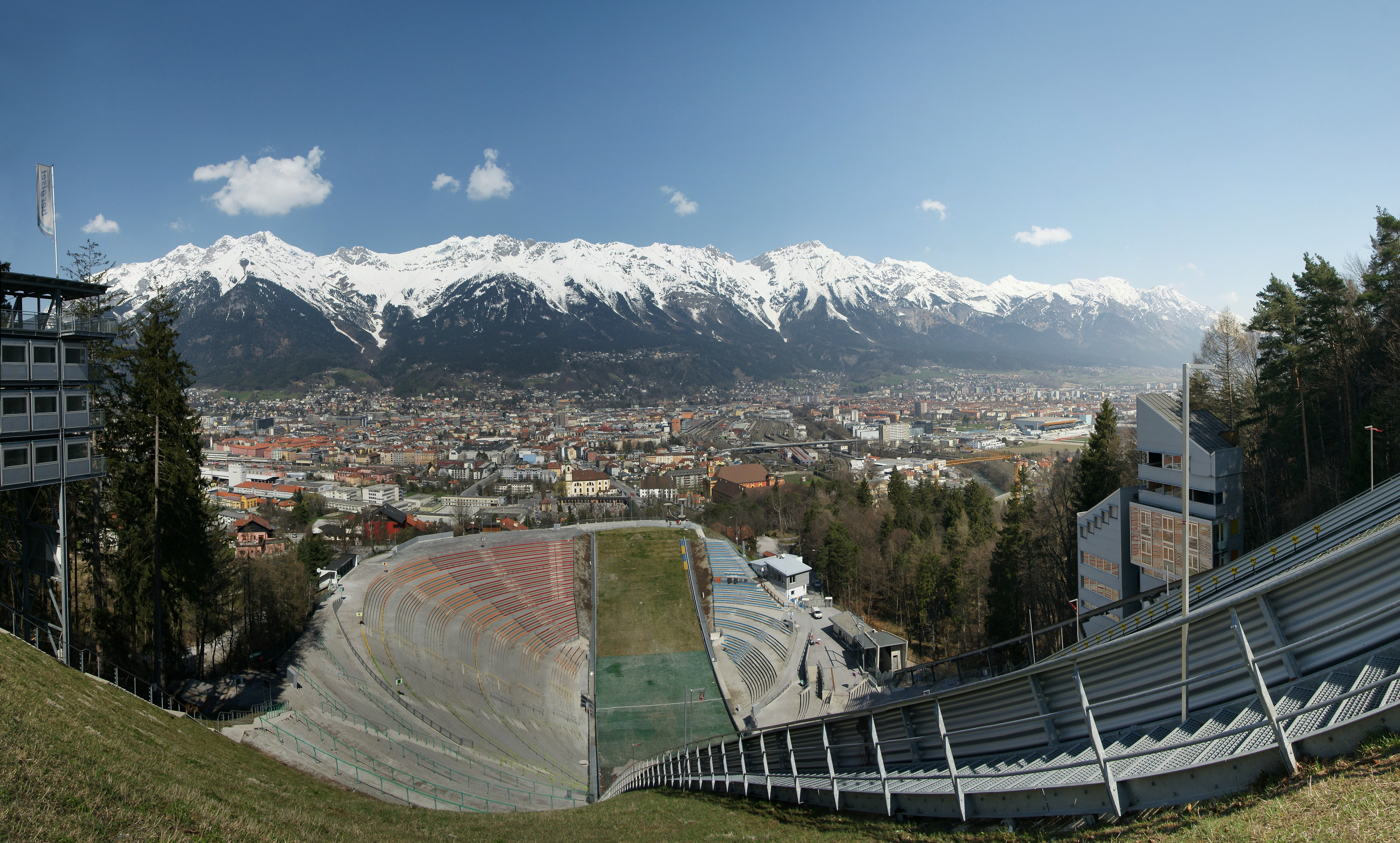
La ville vue du tremplin.

### Clubs
Football :
- FC Wacker Tirol (1915-1999) : 10 titres de champion ;
- FC Swarovski Tirol (1986-1992) : 6 titres de champion ;
- FC Tirol Innsbruck (1993-2002) : 3 titres de champion ;
- FC Wacker Innsbruck (2002-).

Football américain :
- Raiders du Tyrol, club de football américain (2 titres de championnat).

Volley-ball :
- Hypo Tirol Innsbrück (1997-) : 10 titres de champion masculin ;
- TI-Volley (1972-) ;
- VC Tirol (1997-).

### Infrastructures
Tivoli (Innsbruck), stade de football (sélectionné pour l'Euro 2008).

### Évènements
La ville a accueilli à deux reprises les Jeux olympiques d'hiver :
- Jeux olympiques d'hiver de 1964 ;
- Jeux olympiques d'hiver de 1976 ;

ainsi que les Jeux olympiques de la jeunesse d'hiver 2012.
Les Jeux olympiques d'hiver de 1964 ont marqué une étape décisive du développement touristique d'Innsbruck avec l'aménagement d'un nouveau tremplin de saut à Bergisel, d'un stade de glace (patinoire couverte) et d'un aéroport. La qualité de cet équipement a permis à la ville d'être de nouveau promue cité olympique pour les Jeux d'hiver de 1976 : les installations existantes ont été améliorées, de nouvelles construites, telle la piste de patinage de vitesse.
La ville a accueilli les championnats du monde de cyclisme sur route en 2018.
Depuis 2017, la ville accueille Crankworx.

## Économie et médias

### Médias
- ORF-Landesstudio Tirol
- Tiroler Tageszeitung, journal quotidien local.
- Telesystem Tirol, télévision locale.
- Tirol TV, télévision locale.
- Antenne Tirol
- Welle 1 Stadtradio
- 6020 Stadtmagazin
- 6020ONLINE.at eMagazin
- Die Neue Zeitung für Tirol
- Tiroler Kronenzeitung
- Stadtblatt Innsbruck
- Innsbruck informiert
- Life Radio
- Freies Radio Innsbruck[6]

## Photographies

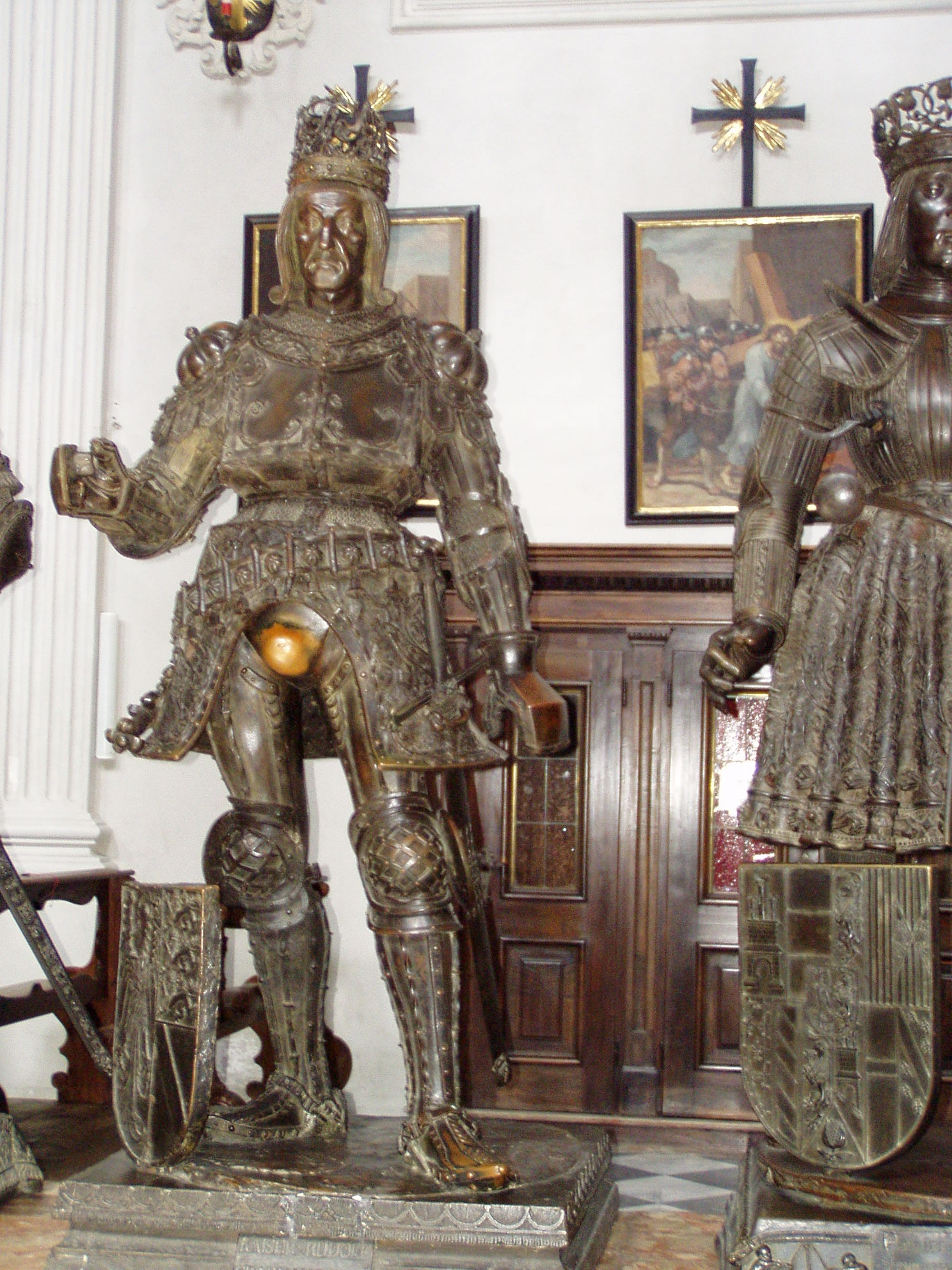
La statue de bronze de Rodolphe Ier (Hofkirche).
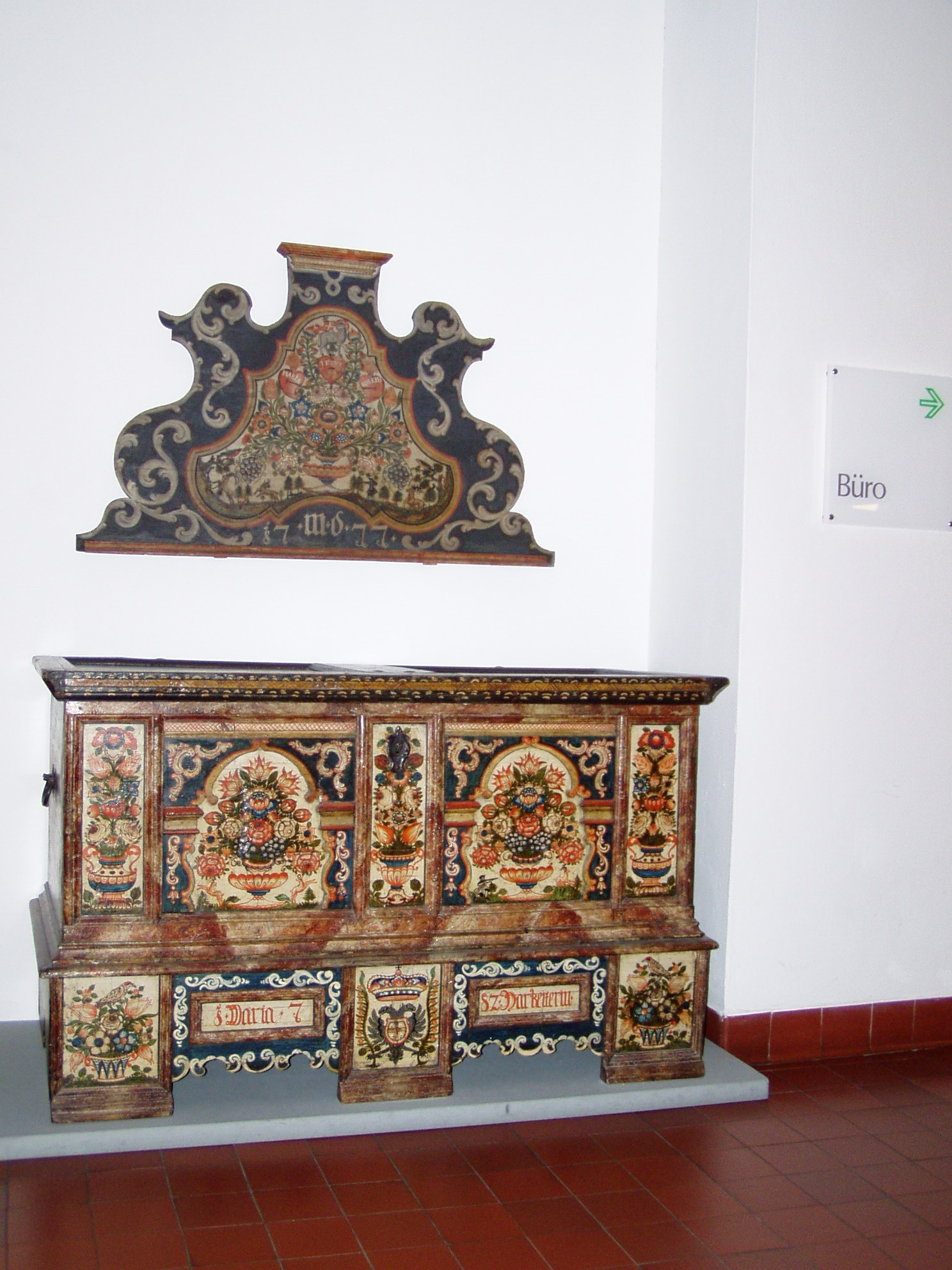
Buffet peint (musée d'art populaire tyrolien).
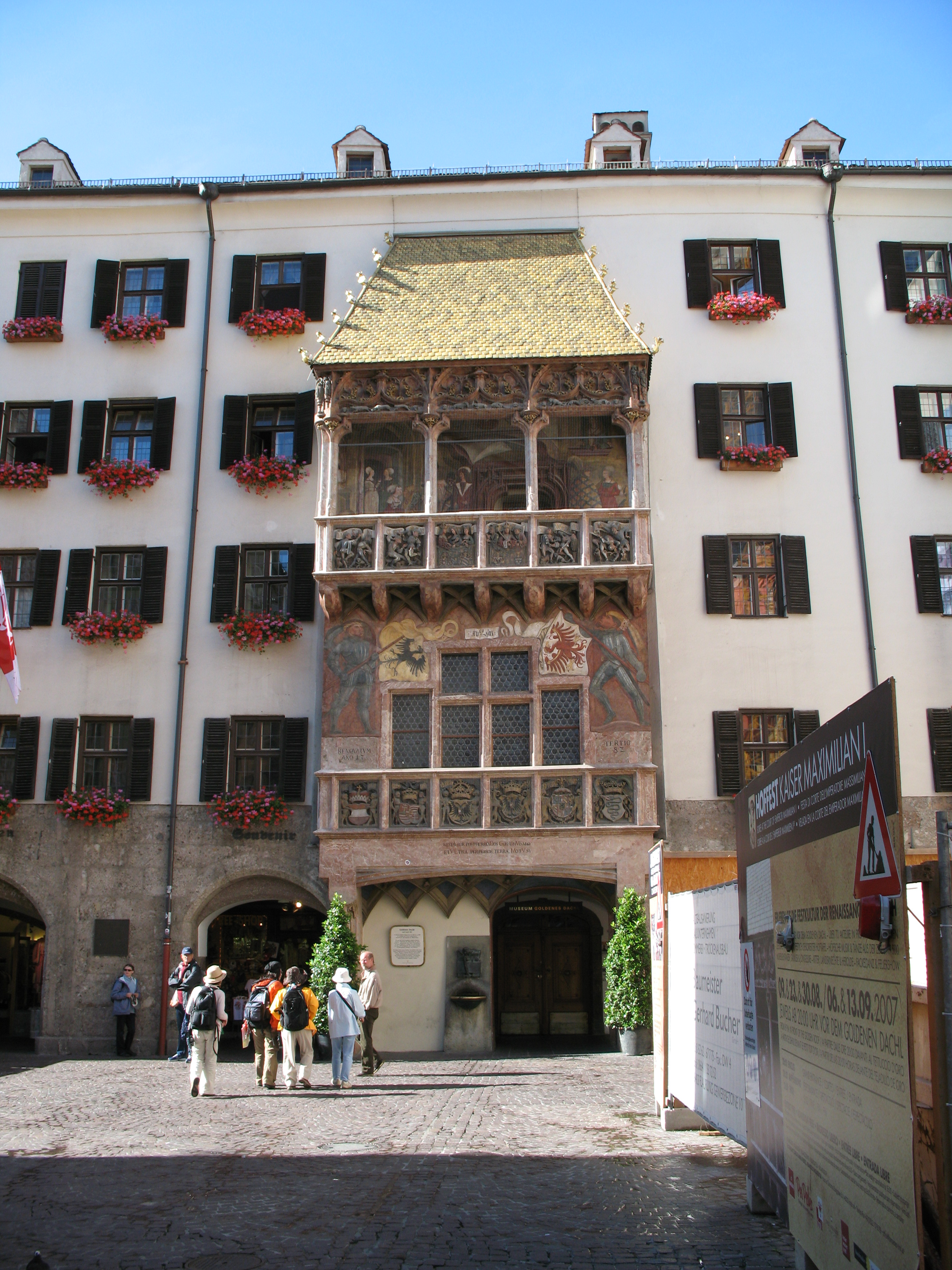
Le petit toit d'or.
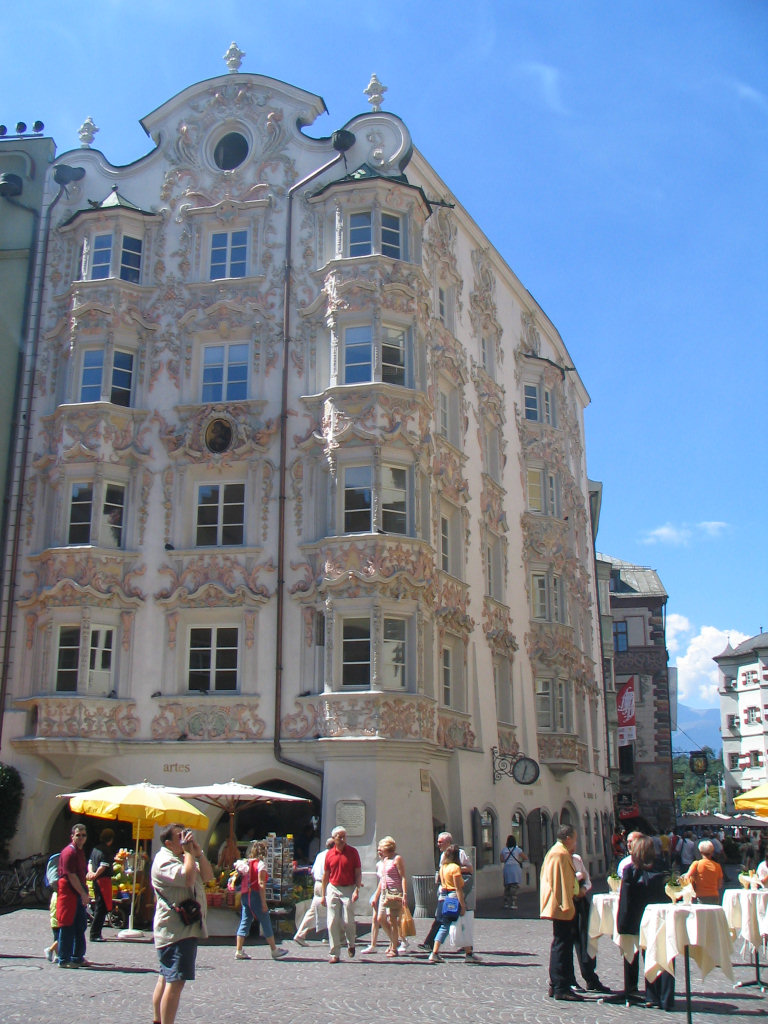
La maison Helbling.
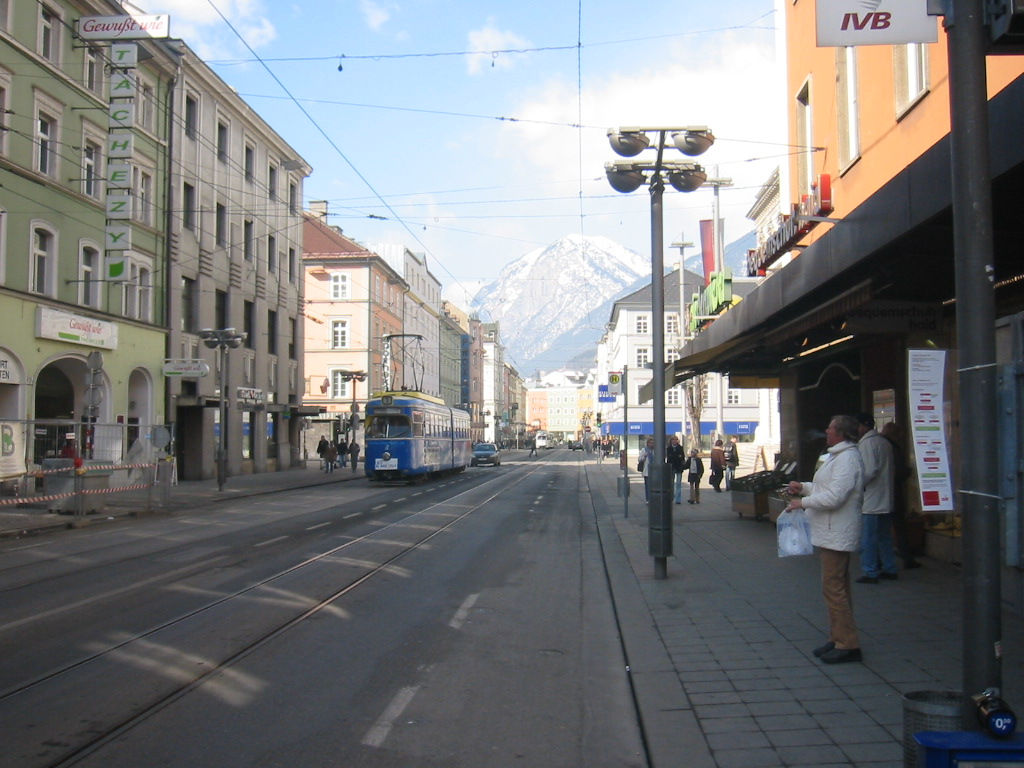
Vue d'Innsbruck en hiver.
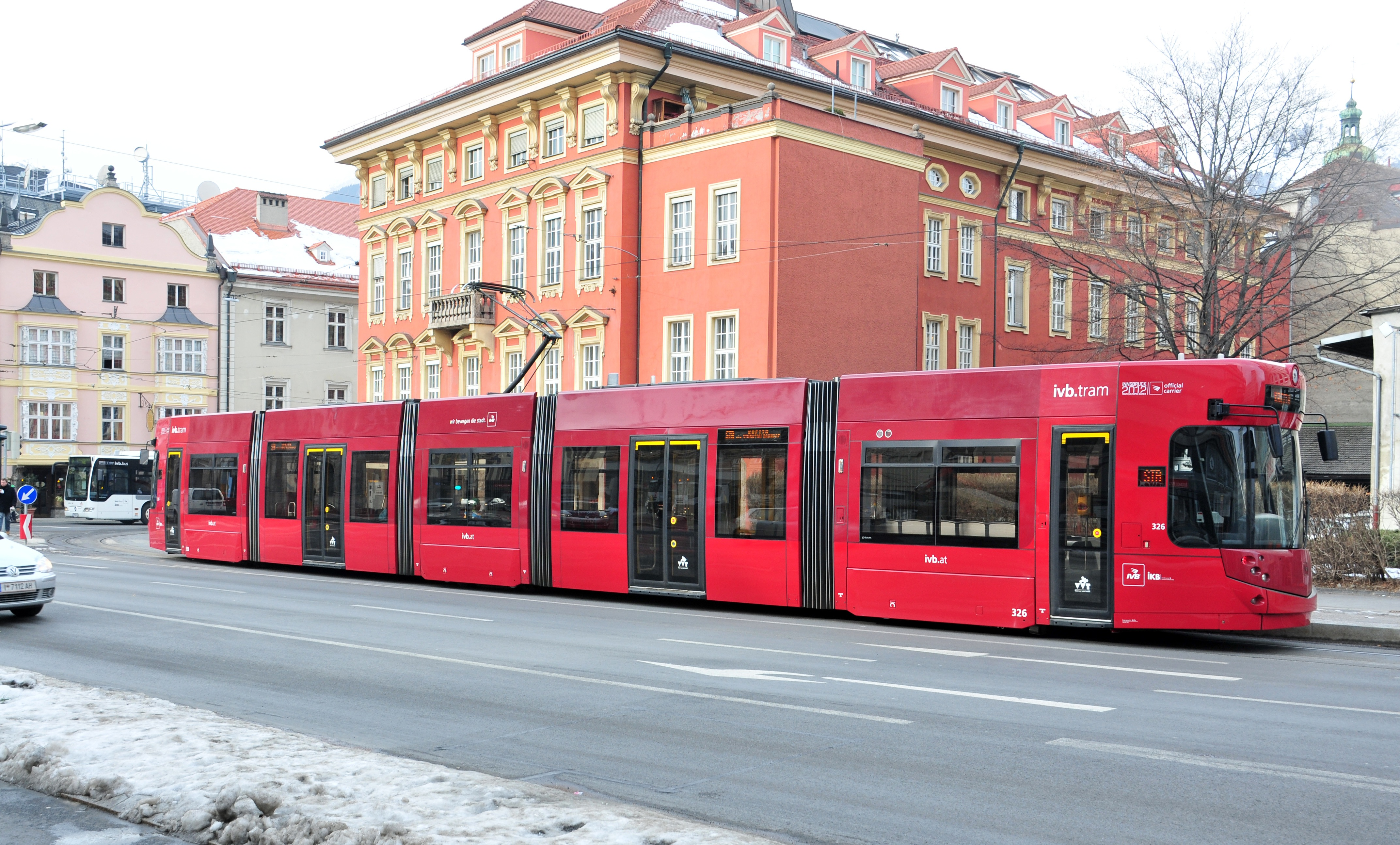
La ville promeut un réseau de tramway dense.
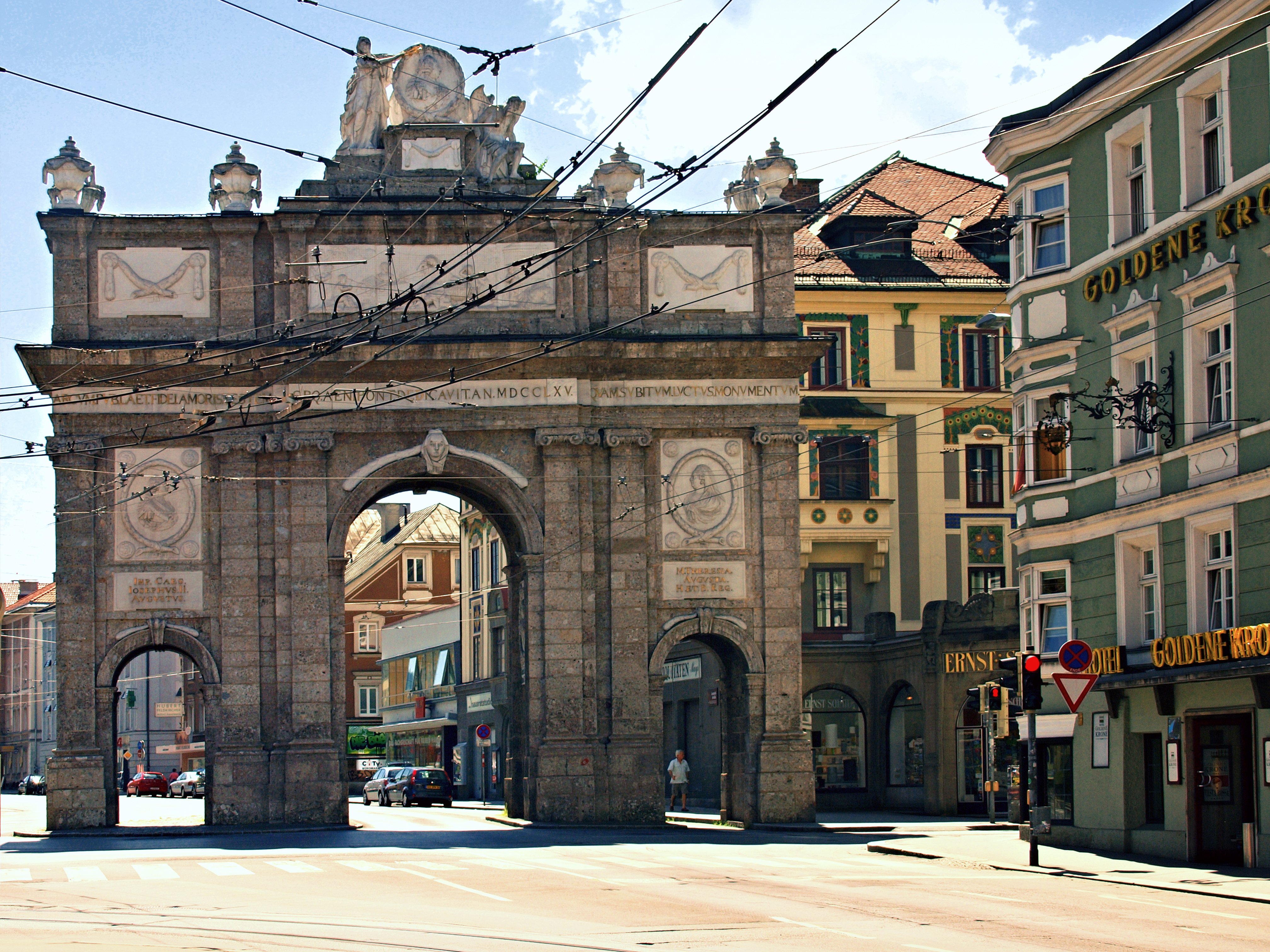
L'Arc-de-Triomphe.
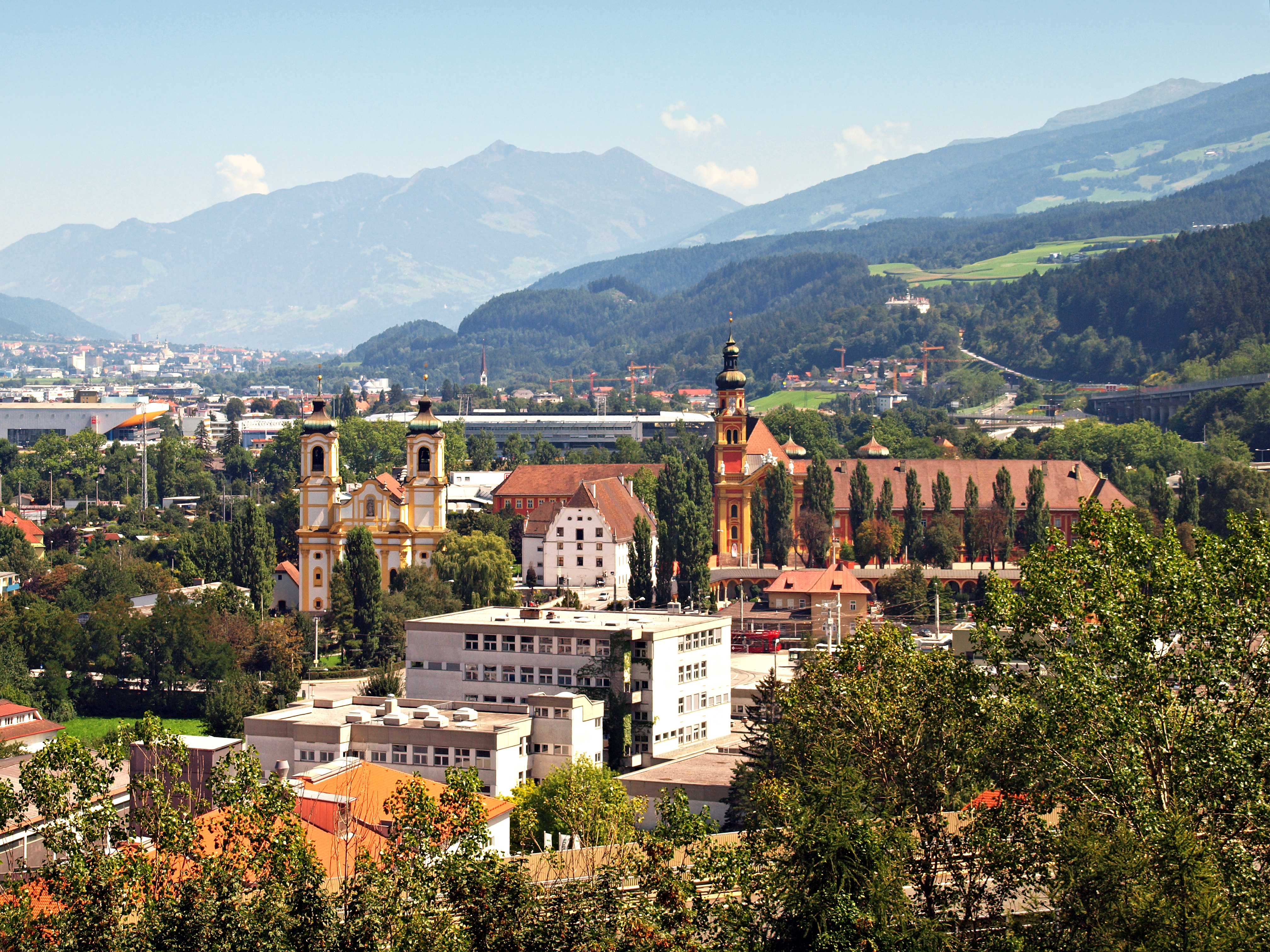
Wilten et Bergisel, basilique de Wilten.
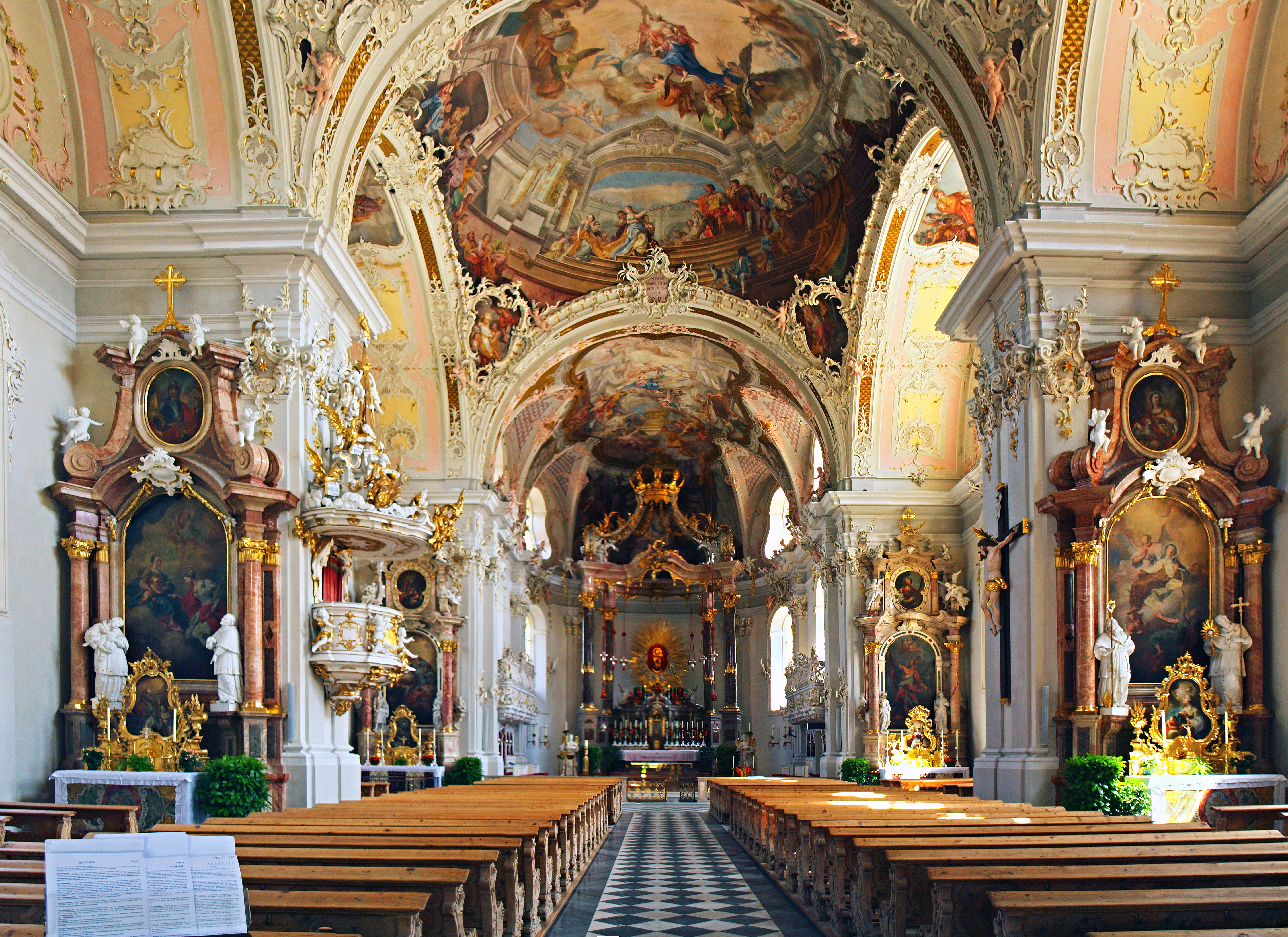
Intérieur de la basilique de Wilten.
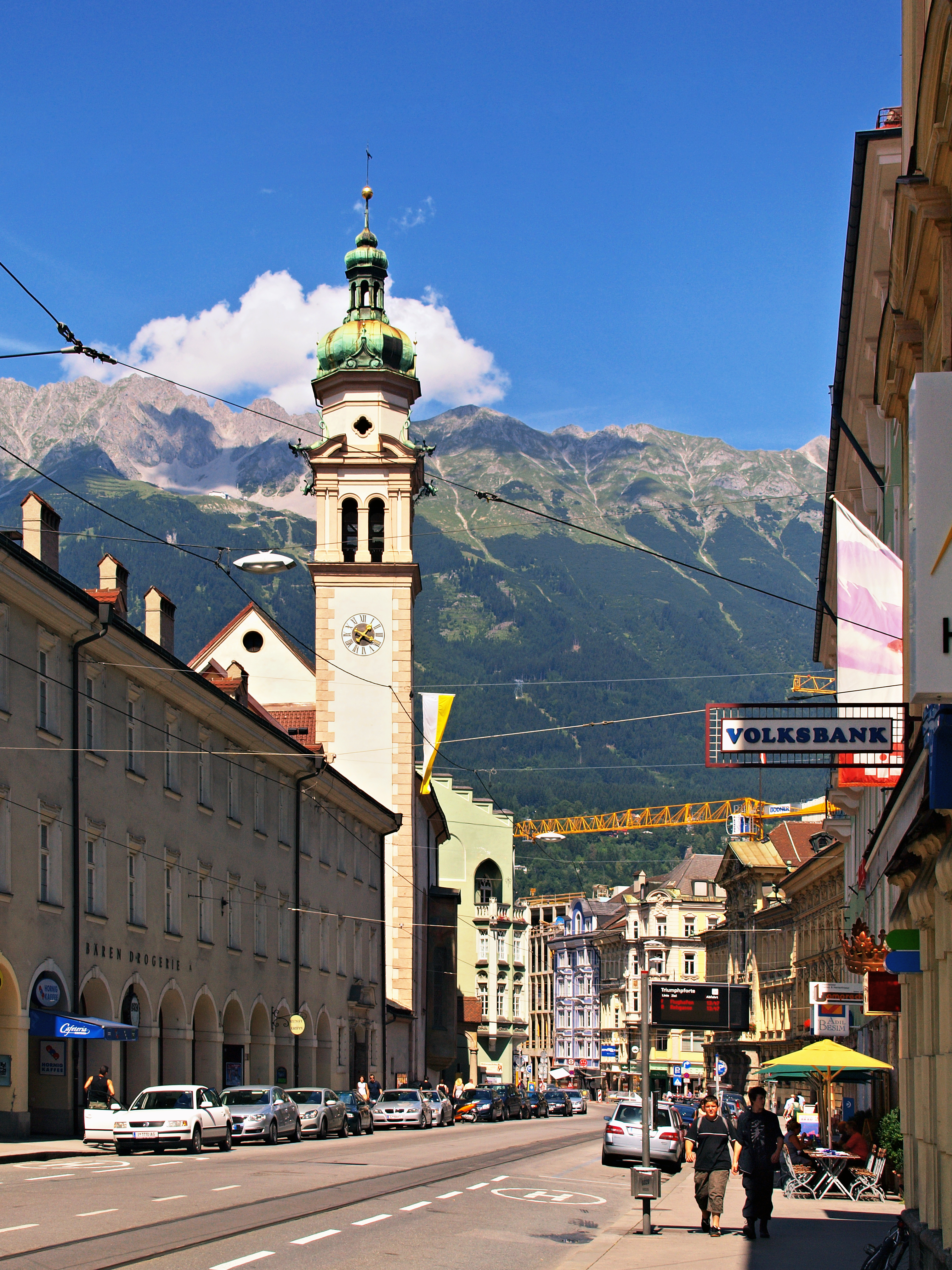
Maria Theresien Straße.
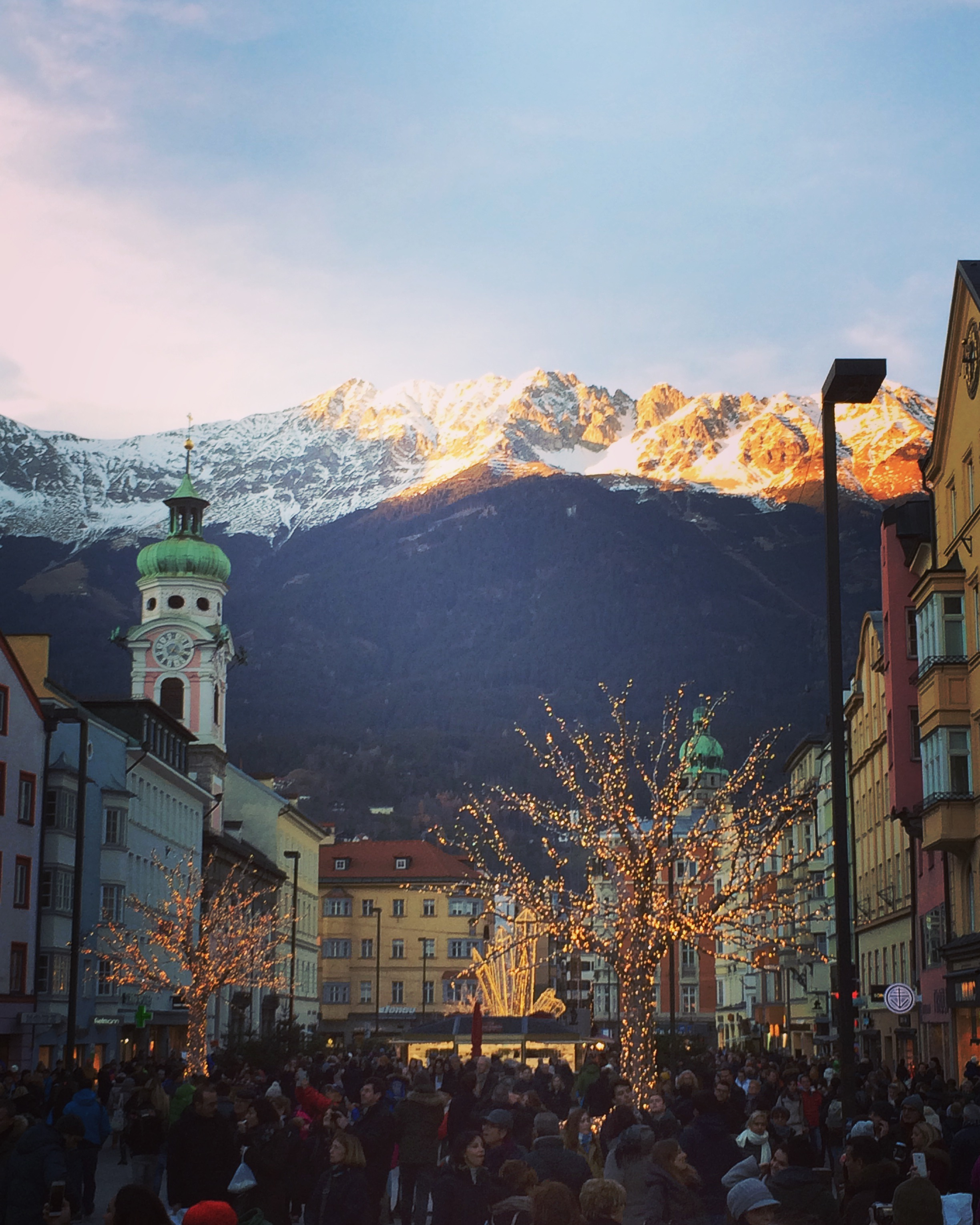
La Maria-Theresien-Straße pendant les achats de Noël.
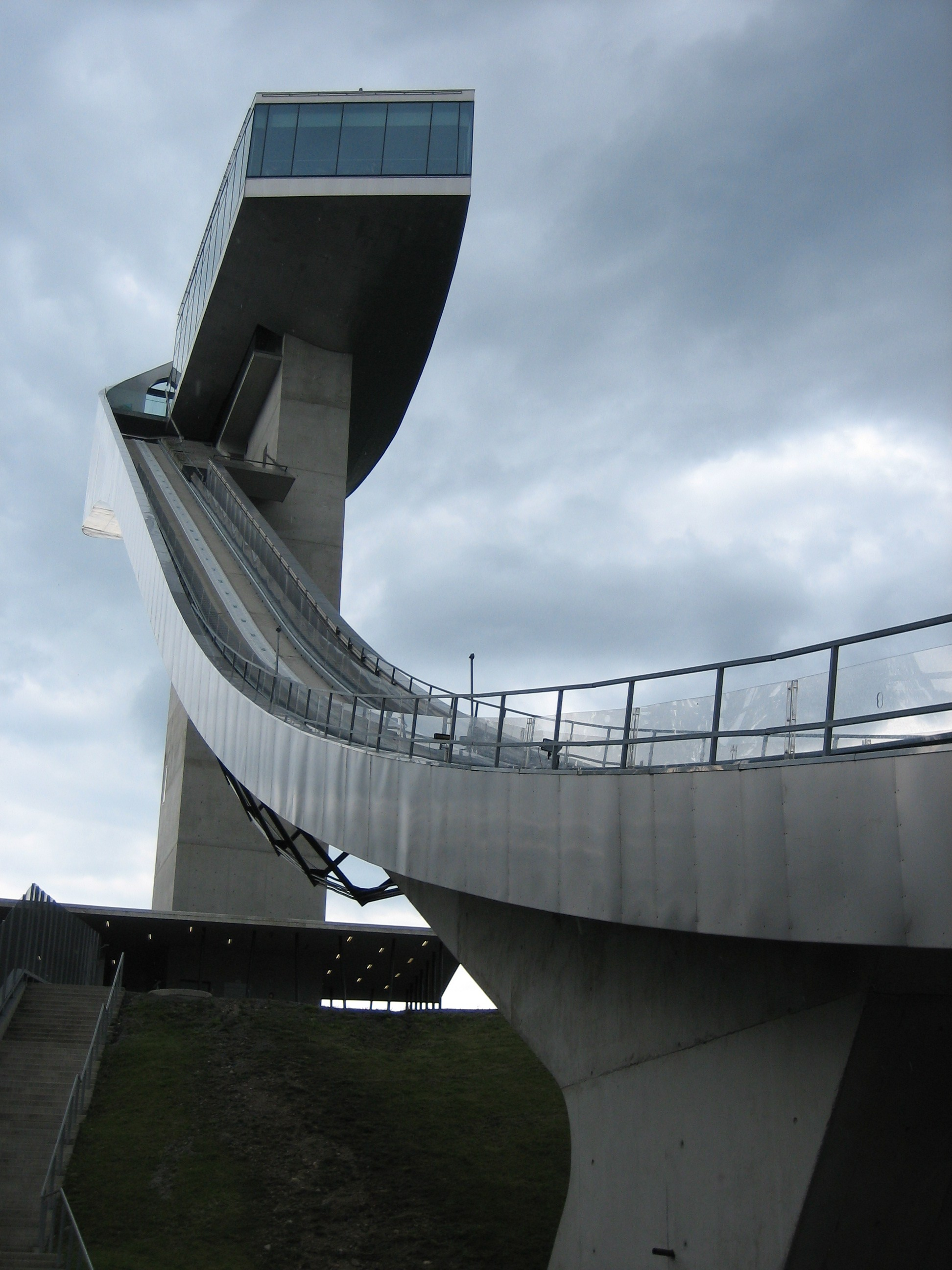
Le saut à ski du Bergisel.
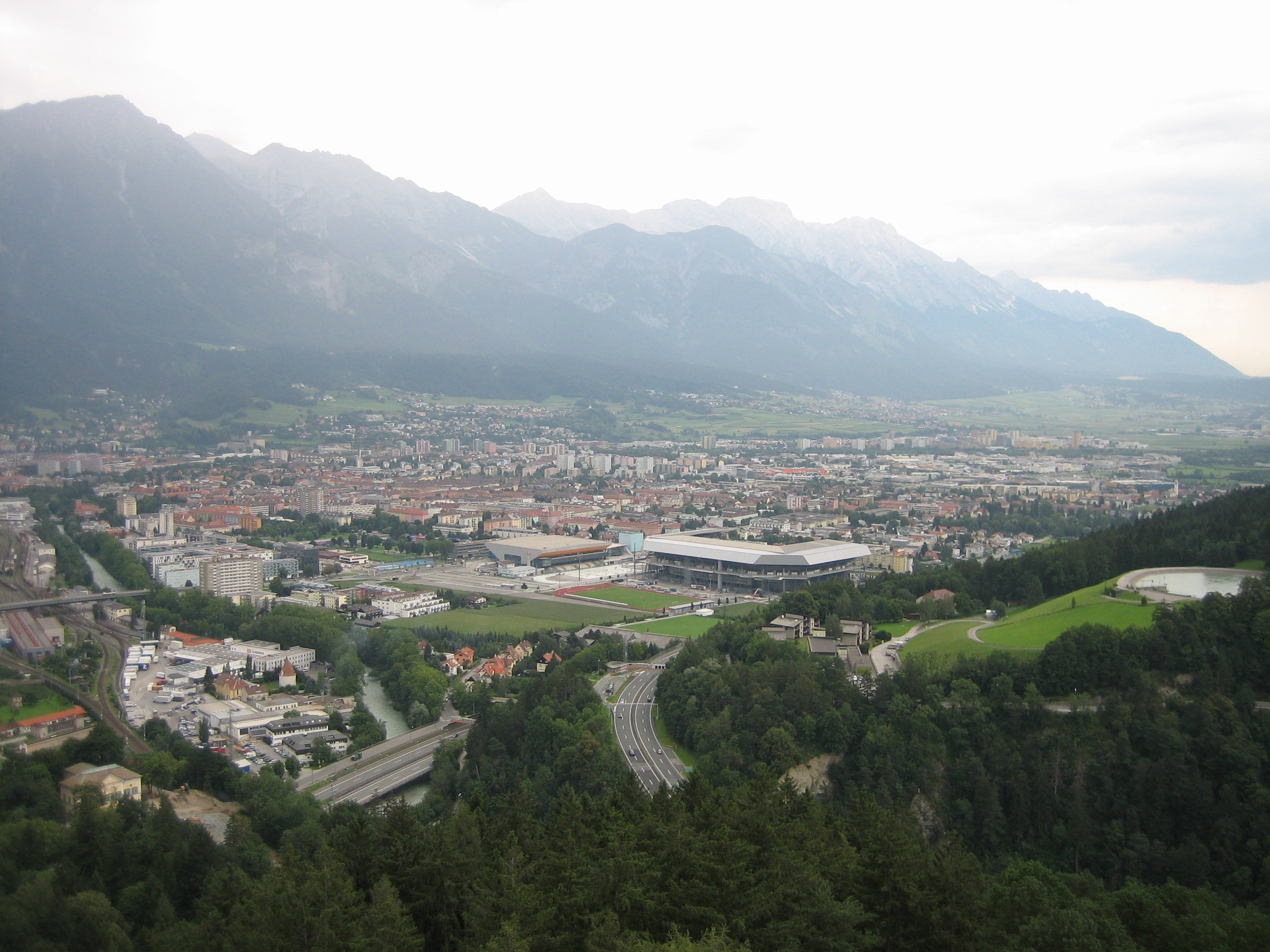
Panorama d'Innsbruck depuis le tremplin de Bergisel.
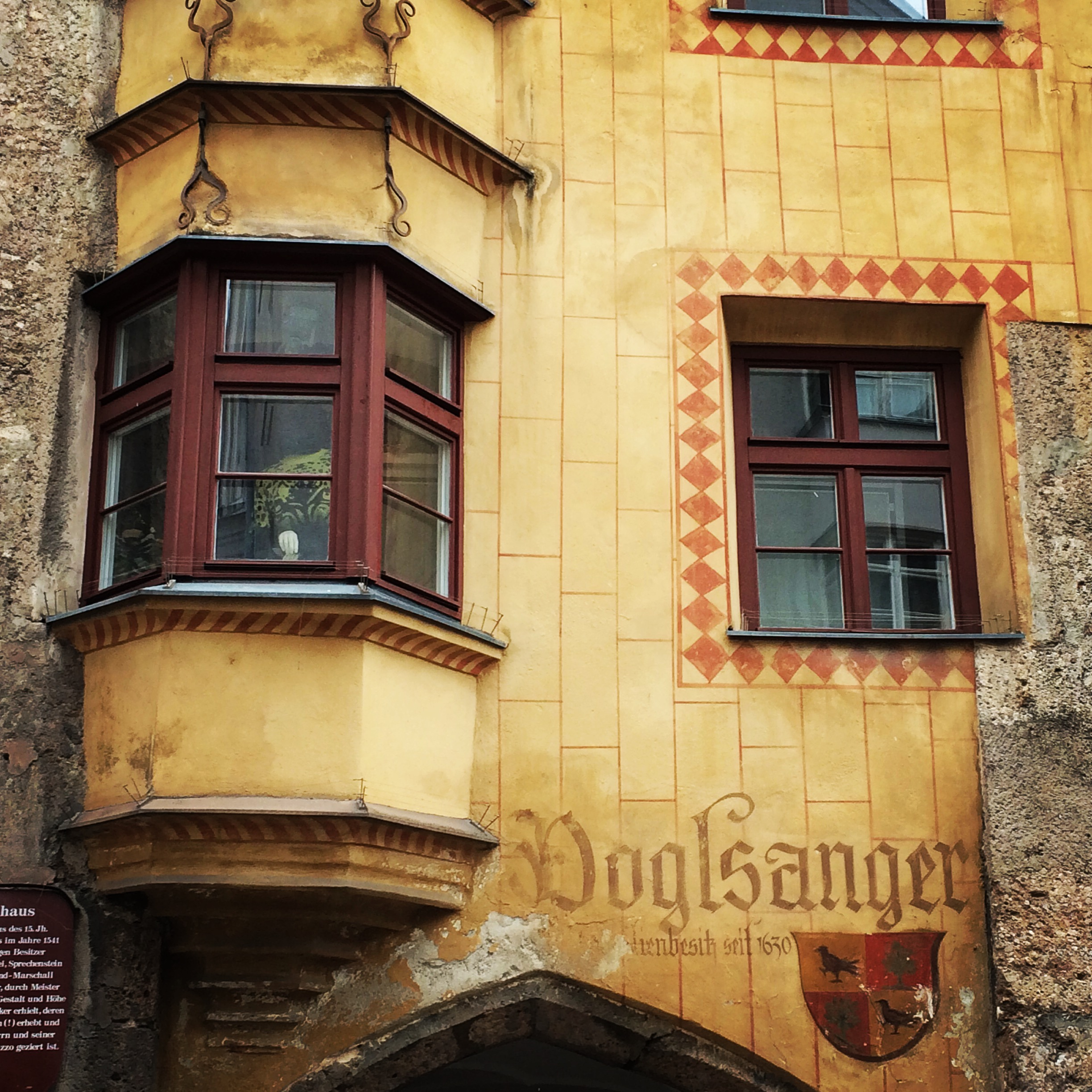
Architecture typique du centre historique.